# 中城ふみ子
中城 ふみ子（なかじょう ふみこ、1922年（大正11年）11月25日〈家族の記録によれば11月15日〉 - 1954年（昭和29年）8月3日）は、日本の歌人。北海道河西郡帯広町（現・帯広市）出身。旧姓は野江富美子、妹の野江敦子も歌人である。中城は婚姻後の姓で、離婚後も中城を名乗った。戦後活躍した代表的な女性歌人の一人で、寺山修司とともに現代短歌の出発点であると言われている。

## 人物
中城ふみ子は1922年（大正11年）11月、北海道河西郡帯広町で生まれた。婚姻前の本名は野江富美子である。地元帯広の帯広尋常高等小学校を卒業後、北海道庁帯広高等女学校に進学する。少女時代のふみ子は文学作品を読みふける文学少女であった。また、帯広高等女学校時代から短歌を詠み始めた。高等女学校を卒業後は上京して、東京家政学院に進学する。東京家政学院時代のふみ子は恵まれた教育環境、良き友人らに恵まれて青春時代を謳歌する。その中で学院で文学を教えていた池田亀鑑から、和歌の薫陶を受ける。
青春を満喫した東京家政学院時代が終わると、実家から即座にお見合いの話が持ち込まれ、婚約が成立したもののふみ子の意志で破棄をする。しかし1942年（昭和17年）、鉄道省の札幌出張所に勤めていた中城博と婚姻することになった。中城博とは性格が合わず、結婚当初から大きな不満を抱いていたふみ子であったが、生後3か月で亡くなった次男の徹を含め、4人の子宝に恵まれた。
夫・中城博はやがて業務上の不正行為が原因で出世コースから外れ、その上、愛人を作るようになった。夫婦仲の亀裂は徐々に深刻化していき、ふみ子は短歌に生きがいを見い出すようになる。中城博は1949年（昭和24年）8月には国鉄を退職し、ふみ子の実家である野江家の援助を受けて帯広で高校教師の職に就くもすぐに退職してしまい、その後、建設会社で働き出したもののそこでも問題を起こし、結局1950年（昭和25年）5月に夫婦別居となった。
戦後、ふみ子は短歌結社に参加し、自作の短歌を発表していた。1949年からは帯広の「辛夷短歌会」に参加し、そこで大森卓と出会う。大森は重い結核にかかっていたが短歌に強く傾倒しており、ふみ子は短歌に傾倒する大森に激しい恋愛感情を抱き、大きな影響を受けることになる。大森は1951年（昭和26年）9月に亡くなるが、亡くなった大森に寄せたふみ子の挽歌はその内容が高く評価されている。翌10月には別居中の夫・中城博と正式に離婚となる。
ふみ子は夫・中城博との別居前後から1954年8月に癌で亡くなる直前まで、様々な男性との浮名を流すようになる。ふみ子はその自らの生と性を歌に詠み込んでいった。一方で子どもたちに対しても深い愛情を注ぎ続け、子どもを詠んだ短歌もまた評価が高い。しかし短歌に情熱を注ぎ、地元北海道では名の通った歌人となり始めていたふみ子は乳がんにかかり、左乳房の切除手術を受けるがその後再発する。
乳がんの再発後、ふみ子は死を覚悟した。ちょうどその頃、日本短歌社の「短歌研究」が読者詠の公募である五十首応募を実施した。乳がん治療のため札幌医科大学附属病院に入院することになったふみ子は、入院直後、五十首応募に投稿した。また迫りくる死を前にして自作歌集の出版を企図し、川端康成に自作集のノートと歌集序文の執筆依頼の手紙を送る。
結局、五十首応募の特選を獲得した上に、ふみ子から送られた自作集のノートを高く評価した川端康成が角川書店に強く推薦したことにより、華々しい全国歌壇デビューを飾った。ふみ子の作品はこの当時の主流であった平明な日常詠の短歌からかけ離れたものであったため、既存歌壇から激しい反発と戸惑いを持って迎えられたが、その一方で若手歌人を中心とした熱狂的な支持の声が巻き起こった。そのような毀誉褒貶の最中、ふみ子は1954年8月3日に31歳の生涯を閉じる。
激しい反発や戸惑いはやがて沈静化し、ふみ子の作品は広く受け入れられるようになる。そして前衛短歌の草分けのひとり、女流歌人興隆のきっかけを作ったと評価され、作品そのものも多くの歌人たちに多大な影響を与え、現代短歌の出発点であると言われるようになった。

## 生涯

### 誕生
中城ふみ子は1922年（大正11年）11月25日、北海道河西郡帯広町に父、野江豊作、母、野江きくゑの長女として生まれた。本名は富美子である。なお11月25日生まれとは戸籍謄本上のもので、両親の記録によれば11月15日となっている。家人の記録と戸籍謄本の誕生日のずれの理由ははっきりしない。
ふみ子の父、豊作は富山県西砺波郡戸出町（現・高岡市）の出身であり、干ばつとウンカの害に遭ったことがきっかけで、1897年（明治30年）ないし1898年（明治31年）に家族で十勝の河西郡売買村に入植した。母、きくゑもまた、岐阜県揖斐郡の出身であったが、両親とともに十勝に入植した。
中城ふみ子が生まれ育った帯広は、広い十勝平野の中にあって、夏季は最高気温が30度を超え、冬季はマイナス30度以下を記録したこともある寒暖の差が激しい地である。また十勝は開放的で自由な北海道の開拓者精神が色濃く残っている地でもある。その一方でふみ子の両親の生まれ故郷である富山県、岐阜県にルーツを持つ住民が多く、地縁、血縁が濃厚であるとの一面もある。このような広い十勝平野、寒暖の差が激しい厳しい気象条件、開放的かつ自由な開拓者精神が残る反面、根強い地縁、血縁も残る十勝の風土は、ふみ子の人生、そして短歌に大きな影響を与えることになる。
1916年（大正5年）、豊作の一家は帯広に移住した。豊作は帯広移住後、一時郵便局員として働いたというが、やがて魚屋を自営するようになった。発展途上にあった帯広の町で、商売熱心であった豊作の魚屋は繁盛した。1921年（大正10年）、豊作ときくゑは婚姻し、翌年にふみ子が生まれた。ふみ子が生まれた頃、商機を掴み繁盛していた豊作の商売は、魚ばかりでなく酒類、雑貨など取扱商品を拡大していた。豊作ときくゑは忙しい日々を過ごしており、生まれたばかりのふみ子の世話は、豊作の両親、つまり祖父母が主に見るようになった。初孫であった祖父母はふみ子を溺愛し、また優美かつ怜悧、気位の高い女性であったという祖母の影響を強く受けることになった。
祖父母の溺愛を受けた上に、ふみ子の誕生後、父母の豊作ときくゑとの間にはなかなか子どもが授からなかった。自然、ふみ子はひとり娘として両親の愛を一身に受けて成長する。1929年（昭和4年）、ふみ子は帯広尋常高等小学校に入学するが、この年、ようやく妹の美智子が生まれた。妹の誕生によって両親の愛情が減少したと感じたふみ子は「美智ちゃんなぜ死なないの」と言い、家族を驚かせたとの逸話が残っている。母、きくゑの回想によれば、幼い頃から独占欲が強い子どもであったという。

### 少女時代

#### 小学校時代

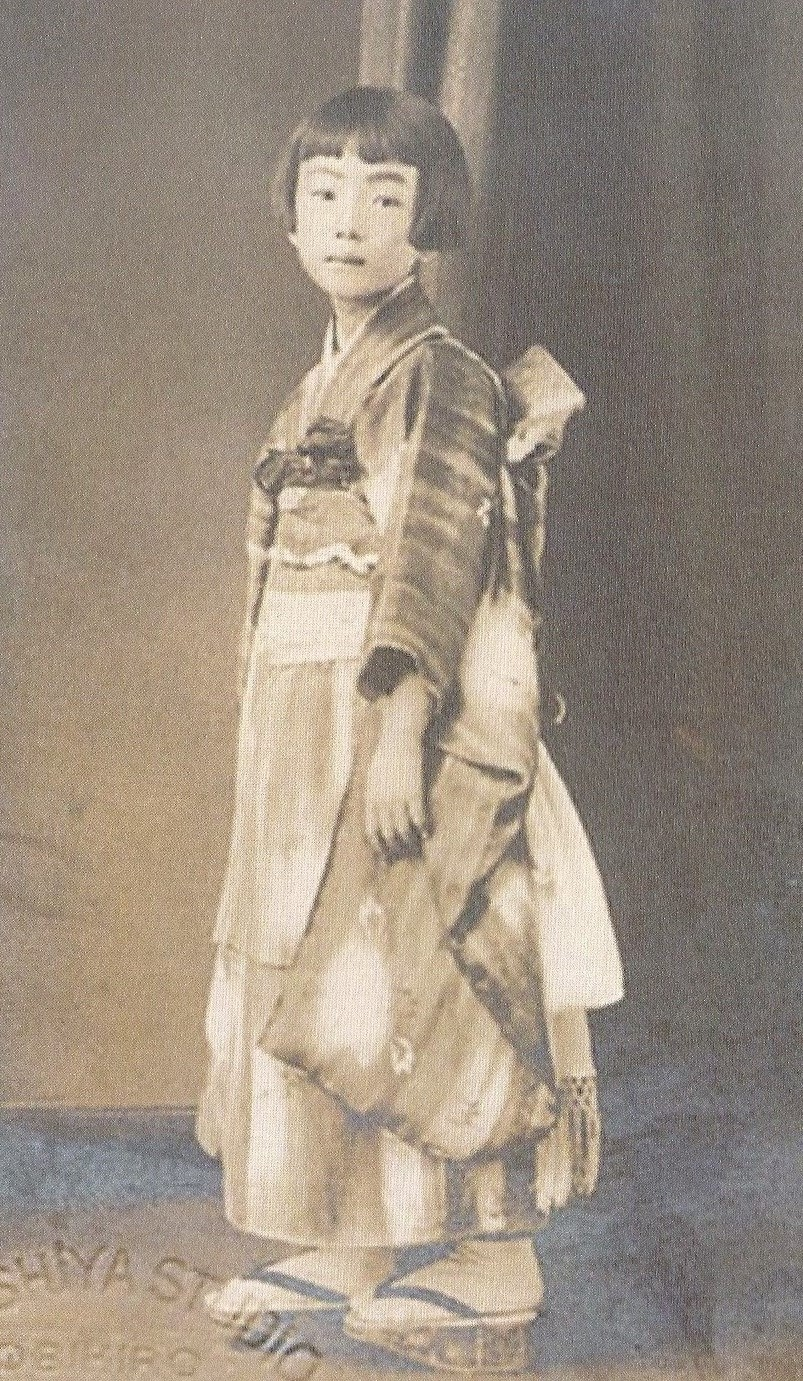
小学校3年生頃のふみ子。

ふみ子は小学校入学前の一時期、双葉幼稚園に通園した。双葉幼稚園は経済的に豊かな家庭の子どもが通園したといい、恵まれた保育環境を整備していた。しかし双葉幼稚園を卒園することは無く、途中で通園を辞めている。通園を止めた理由ははっきりとしない。
前述のように1929年（昭和4年）4月、ふみ子は帯広尋常高等小学校に入学する。尋常高等小学校時代のふみ子について、母は先生から「友だちを欲しがらずに木陰でひとりしょんぼりしていることが多かった」と言われたことを記録している。同級生によれば、学校に童話や少女小説を持ち込み、休み時間ばかりではなく授業中も読みふけっていたという。また蕗谷紅児の絵が好きで、よく王子様やお姫様の絵を描いていたという逸話も残っている。

#### 幸福な女学生時代

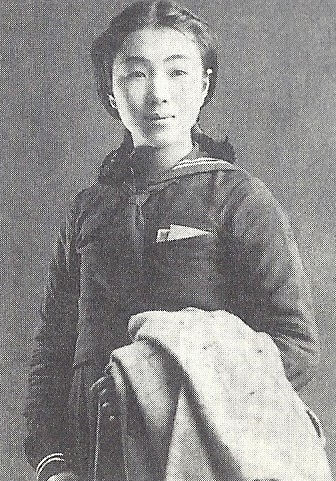
帯広高等女学校時代のふみ子。

1935年（昭和10年）、ふみ子は帯広高等女学校に進学する。高等女学校の成績は各教科ともほぼ80点以上で、上位クラスであった。学業優秀であったふみ子がやはり最も熱中したのが文学であった。女学校は本の持ち込みは禁止されていたが、こっそり山川弥千枝の「薔薇は生きてる」、川端康成の「乙女の港」などといった本を持ち込み、隠れて友人と読んでいた。こっそり学校に持ち込んだ本の挿絵の多くは、中原淳一が描いたものであった。ふみ子は中原に憧れ、その字体を真似るようになったという。なお少女時代からの川端康成への憧れが、人生の最終期に発行を計画した歌集の序文を川端康成に依頼することに繋がったという説がある。また作文の授業でふみ子が作った詩はいつも先生に読み上げられたといい、学校ばかりではなく自宅でも読書に明け暮れ、よく妹たちに本を読み聞かせていた。

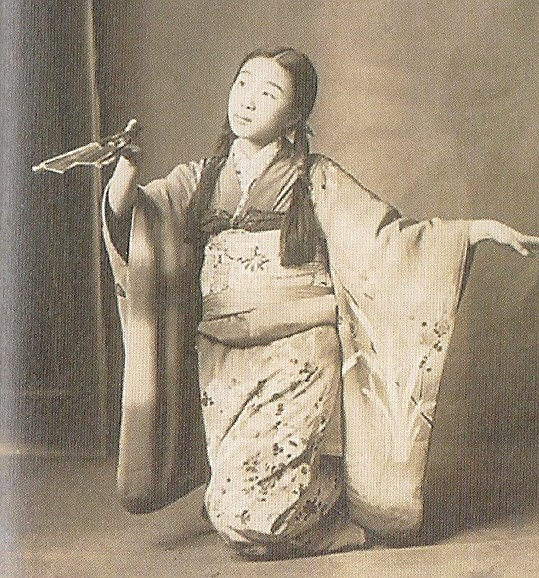
帯広高等女学校の1、2年生頃、舞踊を楽しむふみ子。

2011年（平成23年）、3年時に詠んだ短歌3首が校友会誌に掲載されていることが確認され、帯広高等女学校時代からふみ子は短歌を詠み始めていたことが明らかになっている。また帯広高等女学校の一年生の時から化粧をして通学し、学校を挙げての行事である卒業生を送る予餞会の劇ではヒロインを務めて喝采を浴びたりもしており、周囲から注目を浴びることを好む性向が見える。そして高等女学校時代の成績表の性向録には「交友関係、一方的に深し」との記述が見られ、好意を抱いた人物には積極的に近づいていく性向が指摘されている。当時の担任はふみ子は個性的な成長をしていたと回想している。

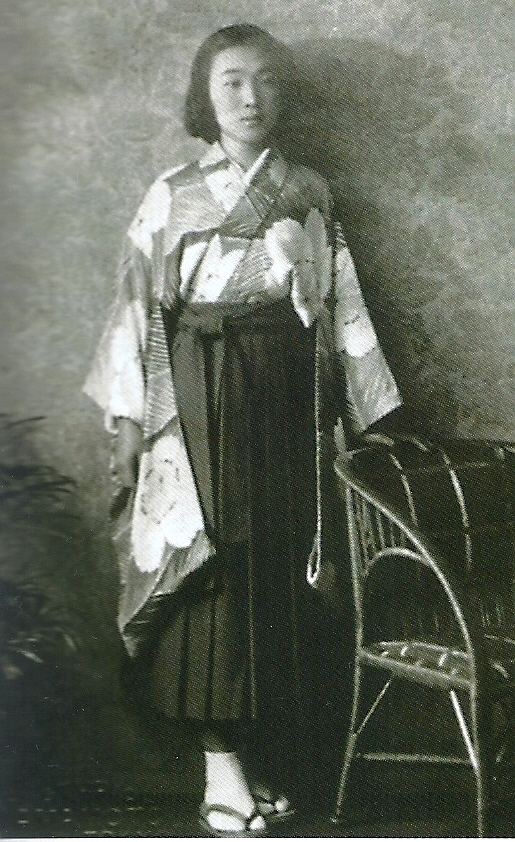
東京家政学院2年生時のふみ子。

1939年（昭和14年）、帯広高等女学校を卒業したふみ子は東京家政学院に進学する。母は進学に反対したものの、ふみ子自身のたっての希望で東京家政学院に入学することになった。千歳船橋にあった学生寮に入寮してそこから通学をしたが、当時、両親の商売は順調で毎月十分な仕送りがされていた。東京家政学院は文学は池田亀鑑、法学の穂積重遠、家政学は大江スミといった恵まれた教授陣を擁し、料理実習には上野精養軒や一流料亭から料理人がやって来た。ふみ子は料理上手であり、上野精養軒のコック直伝のチキンライスやオムライスは、その後父母が経営する店の従業員たちの食事などに提供されることになる。

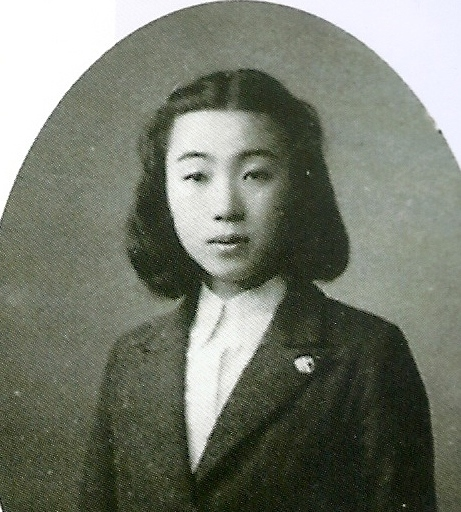
東京家政学院の卒業アルバムのふみ子。

東京家政学院時代のふみ子について、親友は「ひとことで言って厄介な人、文学的な才能に恵まれて、自分本位で周りの迷惑を考えない人、そして憎めない人」と評している。そして恩師である池田亀鑑もまた、「あなたの不羈奔放な御性分には、家政学院の先生方も手を焼いてゐましたが、私はその清純なお気持ちを美しいものと思ってゐました」と語っている。このようにふみ子はわがままかつ奔放で天真爛漫な少女であった。
小学校時代から文学少女であったふみ子が、家政学院時代に特に熱中して読んだのが岡本かの子であった。岡本かの子について、ふみ子は学生校友会の会誌に
と書いている。そして家政学院在学中に、「故岡本かの子へ」との注釈付きの
との短歌を詠んでいる。
岡本かの子を理想の女性像としたふみ子は、家政学院時代から女性であることを誇りに感じており、後に死の数カ月前に「幸福な少女時代、更になほ幸福な家政学院遊学時代」と回想したように、2年間の家政学院での学生生活を満喫した。ふみ子は麹町にあった中原淳一関連のグッズ販売店「ひまわり」に通いつめ、洋服やレターセットなどを買っていた。そして級友と共にトランプやハイキングに興じ、喫茶店やレストランへ行き、映画や芝居を観覧し、買い物、そしてダンスを楽しんだ。ふみ子の人生はその後、様々な試練、苦闘に見舞われることになるが。自分らしい生き方を貫くことを求め、女性であることを誇りに思う心性を持ち続けた。
東京家政学院時代のふみ子にはボーイフレンドもいた。ふみ子が「お兄様」と呼んだ樋口徹也である。樋口は慶應義塾大学の予科生で美男子であった。当時の友人は後に「ふみ子さんは、きれいな人でないと駄目なんですから」と評している。昭和10年代の自由な男女交際が困難であった時代、友人たちはふみ子の行動に驚いたが、在学中から樋口は航空隊に志願しており、卒業後は特別志願航空兵となったため交際は長続きしなかった。またふみ子は長女、樋口が長男であったことも二人の交際をゴールインさせることの障害になったと考えられる。
東京家政学院時代、ふみ子は池田亀鑑主催の「さつき短歌会」に参加した。短歌会では池田が短歌の添削指導も行っており、ふみ子は短歌作りに熱中するようになった。短歌の世界に目が開いたふみ子が特に魅かれたのが与謝野晶子の短歌であったという。東京家政学院時代のふみ子の短歌はさつき短歌会の詠草集「ひぐらし抄」、「おち葉抄」に掲載されている。

### 婚約破棄を経た結婚

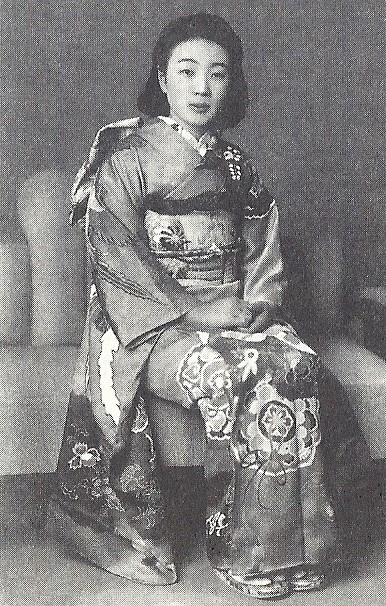
ふみ子のお見合い写真。

1941年（昭和16年）3月、ふみ子は文字通り青春を満喫した東京家政学院を卒業する。卒業式には母のきくゑが参列した。きくゑには卒業式参列の他にもう一つ、重要な目的があった。ふみ子への縁談である。卒業式後、紹介者と合流するためにいったん父の故郷、富山に立ち寄った後、紹介者とふみ子と母は旭川に向かい、そのままお見合いをする。
実のところふみ子は家政学院在学中から母のきくゑからしばしばお見合いを勧められていたが、その都度断っていた。見合いの相手は24歳の歯科医で、ふみ子の両親はこの縁談に乗り気であった。両親が歯科医の青年との縁談に乗り気であった理由としては、戦時体制が強まっていく中で両親の商売が上手く行かなくなってきたこと、若者が次々と出征していく戦時下の状況、そしてふみ子の言動を心配した等が考えられる。
見合いの相手はふみ子のタイプではなかった。結婚を自らの意志ではなく決められてしまうことも嫌であった。そして東京時代のボーイフレンド、樋口徹也への思いも断ち切れていなかった。結局、見合い相手の歯科医と婚約することになり、婚約者の優しさは認めたものの、ふみ子の心は満たされなかった。思い悩むふみ子には戦時体制が強化されつつあった状況も圧し掛かってくる。日本の現状と自分の考え方、生き方が合致していないのではないか……ふみ子は様々に思い悩みながらも、母に婚約解消を強く訴え続けた。怒った母はふみ子に布団蒸しの折檻も加えたというが、ついにふみ子は家出を決行する。この家出は函館駅付近で知人に見つけられ、連れ戻されたが最終的に婚約は解消されることになった。
帯広ではふみ子の婚約破棄は話題となった。親が選んだ恵まれた条件の青年との婚約を破棄したことは当時としては珍しい出来事であり、ふみ子と家族は周囲からの非難と好奇の目に晒されることになった。そのような中でふみ子は家業である商売を積極的に手伝ったり、得意であった料理つくりなど家事を手伝うなど懸命に働いた。この頃になると戦時体制がふみ子に大きく影響していくようになる。聖戦を称え、これまでの自分本位の生き方を反省し、自分をある程度殺して、従順かつ犠牲心を持った生き方をしていこうとしたのである。

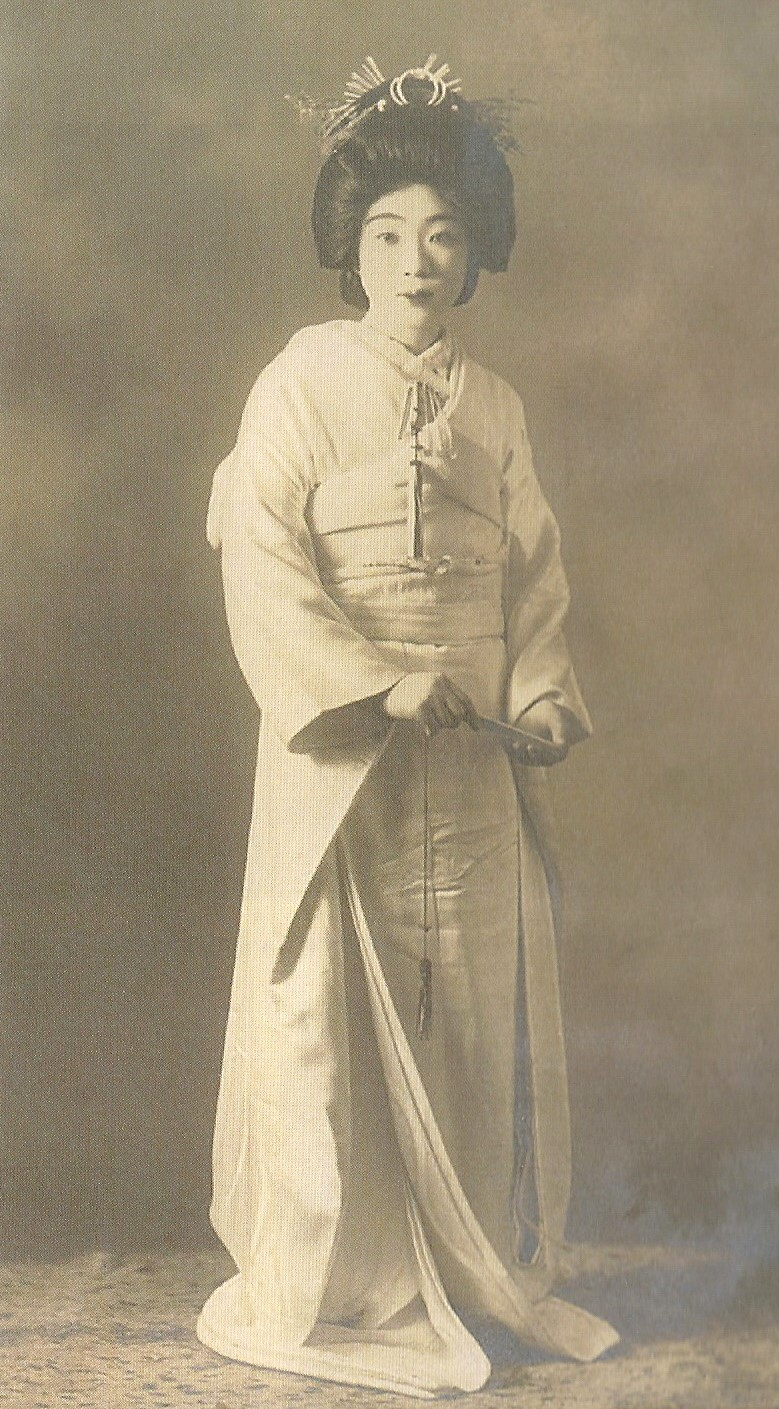
1942年（昭和17年）4月26日、結婚式で花嫁衣裳を着たふみ子。

このようなふみ子のもとに再度、お見合いの話が舞い込んできた。今度の相手は北海道帝国大学の工学部を卒業し、鉄道省の札幌出張所に勤めていた中城博であった。先に婚約破棄をした青年と比べて「財産は無く、意地っ張りで寛大でもない」が、「頭が良くきれいな」青年であった。戦時体制下、幸福になれる自信が無いとためらいを見せながらも、ふみ子は結婚を了承する。ふみ子の家族にとっても前回の婚約破棄の負い目もあった。ふみ子と中城博との結婚式は1942年（昭和17年）4月26日、札幌神社で行われた。

### 戦中期の生活
ふみ子と夫、中城博との結婚生活は札幌市にあった鉄道省工事事務所官舎で始まった。戦時体制下、従順かつ犠牲心を持った生き方をしていこうとしていたふみ子は結婚はしたものの、まもなく深い絶望感に囚われるようになる。東京家政学院時代の親友に「私たちの結婚は不幸から出発してゐるのです」と、手紙に書いている。「私は理想主義ですし、夫は現実的でありすぎ」とも書いている。夫に離婚を切り出すものの承知してくれない。ふみ子は九州の東京家政学院時代の親友宅に逃げ出そうと計画するが、体調を崩してしまう。体調不良の原因は妊娠であった。妊娠後も心の葛藤は続いたが、結局、離婚や夜逃げは断念することとなった。
1943年（昭和18年）1月、夫、中城博は室蘭に転勤となり、5月8日には長男、孝が生まれる。翌1944年（昭和19年）2月、夫、博は今度は函館五稜郭出張所に転勤となり、4月には五稜郭出張所所長に就任した。この頃発行された帯広高等女学校の同窓生便りにふみ子も短文を寄稿しているが、その中で「家庭に入って歌も随分作りましたけど、発表禁止でございます」と書いている。ふみ子は夫から短歌の発表を止められていたと考えられる。五稜郭出張所所長に就任するなど、夫、中城博は出世コースを歩んでおり、この頃は夫婦関係も一応安定していたと考えられる。戦時中のふみ子は国防婦人会の班長を務め、班の事務をそつなくこなし、勤労奉仕にも積極的に参加していたという。しかしまもなく夫婦関係に修復し難い亀裂が入っていくことになる。
夫の転勤に伴い函館での生活を始めたふみ子は、第2子を妊娠していた。長男の誕生時は母のきくゑが室蘭へやって来てお産の手伝いをしたが、今度はきくゑが腎臓の手術後で函館まで行けなかったため、ふみ子は帯広の実家で里帰り出産をすることになった。8月25日、ふみ子は次男、徹を出産する。次男誕生の直後の27日、夫、博の母が急逝する。後に中城博が発表した手記によれば、夫としては実家に帰っていて母の死を看取ることが無かった妻に大きな不満を抱いたという。そして生まれたばかりの次男の徹は病弱であり、11月8日に亡くなってしまう。
そしてこの頃から夫、中城博の生活が乱れ始める。ふみ子が里帰り出産のため帯広に行っている間に、函館の土建業者が工事請負に便宜を図ってもらう見返りに、若い芸者を世話したと伝えられている。話の内容的に実態ははっきりとはしないものの、周囲の証言からこの頃から夫の生活が乱れ始めたと考えられる。

### 戦後まもなくのふみ子
終戦時、ふみ子は妊娠をしていた。1946年（昭和21年）3月11日、長女の雪子が生まれる。ふみ子は雪子の誕生後、1951年（昭和26年）に至るまで断続的に「雪子の日記」を書いている。「雪子の日記」の中では、夫が雪子を可愛がる姿や成長を願う短歌を詠んだ穏やかな家庭生活を記したものもある。しかし夫の博は職務上の不祥事が問題となって、1946年末には五稜郭出張所所長を解任されて札幌鉄道施設部に配属となった。
終戦後の食糧難と激しいインフレの中、ふみ子の家族の生活は厳しかった。雪子の日記には、博には借金があり、留萌にヤミでサッカリンを売りに行くなどといった記述が見られる。ふみ子の家庭には帯広の実家からの援助もあった。しかしそれだけでは生活が成り立たず、花嫁衣裳、嫁入り道具であったたんすなどを手放しながら、何とか生活していった。しかしそのような生活の中、夫の博は愛人を作っていた。その上、1947年（昭和22年）9月22日には三男の潔が誕生する。幼い子を抱え、実家からの援助や花嫁衣裳を手放しながら、日々のやりくりに四苦八苦する中での夫の不貞は、ふみ子と夫との距離を更に広げていった。

### 短歌の発表を始める

#### 短歌の発表開始
1946年、函館時代のふみ子は夫から禁止されていたと考えられる短歌の発表を始めていた。発表先は北海道新聞函館支社と、戦後まもなく道南で発刊された多数の文芸雑誌のひとつである1946年3月に創刊されたポプラという雑誌であった。北海道新聞函館支社では文芸欄に掲載するために評論、随筆、詩、短歌、俳句などを公募した。ふみ子はその企画に応募し、短歌では唯一掲載されたのである。1946年5月7日、北海道新聞函館支社の文芸欄に掲載されたふみ子の短歌は「物々交換」、「夫に」と題された全部で9首であった。
当時の短歌の主流はアララギの影響を受け、写生を基本としたものであった。花嫁衣裳の帯が子どもたちが食べる白米になったという、戦後の混乱期の生活実態をありのままに切り取った作風は、当時のふみ子が写生を基本とした歌を詠もうとしていたことが見えてくる。後者の句は、夫婦間の亀裂が深まる中でも離婚にまで踏み切ることは出来ず、耐えて好きな短歌に己を託した姿が見える。前述のように夫からは短歌の発表を禁じられていたと考えられ、禁を犯しての発表はふみ子の切羽詰まった思いがあった。
一方、新興の文芸雑誌であるポプラには、ふみ子はやはり1946年から短歌の投稿を始めている。これは北海道新聞に掲載された雑誌創刊の広告を見て、ふみ子が購読の申し込みと短歌の投稿を始めたものであった。しかしポプラにはふみ子が投稿した歌は載っていない。これはふみ子から雑誌に発表しないで欲しいとの依頼があったためである。なぜポプラへの短歌掲載を断ったのかというと、発行されたポプラの内容から、レベルが低すぎて作品発表の場としてふさわしくないと判断したためだと考えられている。実際「もう少し程度の高い大人の雑誌を作ってください」と、ポプラの主催者宛の苦言を述べた手紙が残っている。
ポプラの主催者は当時、20歳を過ぎたばかりの川口清一であった。内容に苦言を呈しながらも川口を励ましたりもしている。川口はふみ子に強い関心を抱いたものの、それに気づいたふみ子からは、「それでもやはり家庭生活を愛しております」、そして「昔少女であった頃にありとあらゆる心で愛した人と別れてからは、異性への愛情は枯れてしまいました」などと川口に書いた手紙が残っている。一度だけふみ子に会った川口は晩年「生涯で会った、知的近代的という言葉がぴったりの、もっとも美しい女性」と評している。

#### 新墾と辛夷短歌会

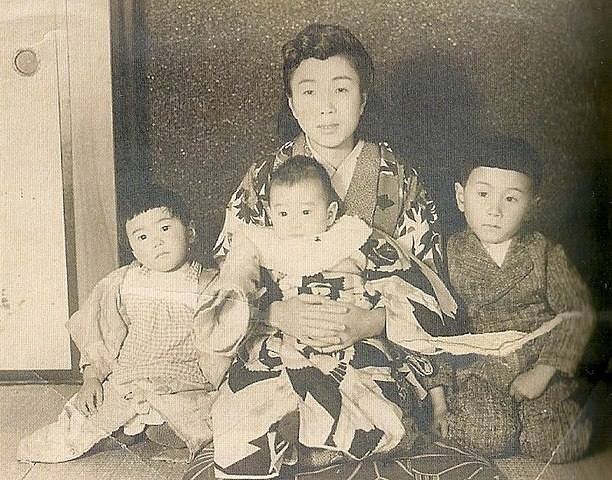
1948年（昭和23年）に撮影された、ふみ子と3人の子ども。

北海道新聞函館支社とポプラに続き、ふみ子が発表の場として選んだのは短歌専門の文芸誌であった。ふみ子は1930年（昭和5年）に小田観螢主催で創刊された、「新墾」に入社した。ふみ子の「新墾」入社時期については1946年、1947年2月、1947年4月の3説がある。ふみ子自身は1946年入社と述べているが、後に「新墾」に書かれたふみ子の略歴には1947年4月となっており、同人の中には1947年2月説を唱えている者もいる。いずれにしてもふみ子の入社時期を明記した文献が見い出されておらず、時期ははっきりとしない。しかし1946年ないし47年に入社したふみ子の短歌はしばらく掲載されることは無かった。ふみ子が詠んだ短歌が初めて「新墾」に掲載されたのは、1948年（昭和23年）2月号であった。
これまで詠まれた句よりも対象への凝縮感があり、体言止めを用い表現上の工夫も見られ、当時のふみ子が短歌に本腰を入れ始めたことが見えてくる。なおこの短歌以降から撰ばれた句が、ふみ子の死後、中井英夫によって編纂、発表された第2歌集「花の原型」に掲載されている。ふみ子は1948年2月号以降、毎月のように「新墾」に短歌が掲載されるようになる。なお、1948年5月からは「新墾」の北海道内にある支社のひとつ、帯広の「辛夷短歌会」に入会したと言われているが、これも明確な記録は残っていない。

#### 四国、高松での生活
夫の中城博は1948年6月、香川県高松市の四国鉄道管理局に転勤となった。この転勤は中城博の才能を配慮した上司が、新たな環境である四国で心機一転を図るようにとの温情であるとの説と、ヤミ屋など危険を伴う副業に手を染める中で詐欺事件を起こし、札幌に置いておけなくなったためとの説がある。
高松では鉄道官舎で夫の弟夫婦世帯と同居した。ふみ子の家族はふみ子と夫、そして三人の子ども、夫の弟夫婦にも子どもが一人いたので、広いとはいえない鉄道官舎は大勢が同居して賑やかであった。北海道と風土が全く異なる四国に最初は戸惑いながらも、瀬戸内海の明るい光景などに次第に馴染んてきた。しかし夫婦の間に入っていた亀裂は高松での生活でも徐々に大きくなっていた。ふみ子は気分が晴れないときは夜の街を歩くようなり、東京家政学院時代、大好きであったダンスを再開した。高松時代、ふみ子はダンスに熱中する。そして夫の博も鉄道省の官吏生活に嫌気が差しつつあった。
なお、札幌から高松に引っ越した後もふみ子は「新墾」への投句を継続した。この頃には掲載される歌の数も増え、「新墾」の中での扱いも高くなっていた。

### 結婚生活の破綻と短歌への傾倒

#### 帯広への帰還と夫婦の別居
1949年（昭和24年）4月、ふみ子は高松から帯広の実家に戻った。この時、三男の潔のみを連れて帰ったとの説と、3人の子ども全員を連れて帰ったとの説がある。8月には夫、博が国鉄を退職して帯広にやって来た。先にふみ子が三男のみ連れ帰ったとの説では、この時、博が上の二人の子どもを連れて帯広に来たことになっている。いずれにしても1949年8月以降、ふみ子の家族は帯広で生活を始めた。
ふみ子の父の野江豊作は、国鉄を退職した中城博の職探しに奔走する。結局、帯広商工学校の土木・建築科の教師の職が見つかり、10月から勤め始めた。帯広で心機一転、やり直しを図ろうとしたものの、プライドが高い博にとって、妻の実家に高校教師の職を世話されたことや、そもそも田舎である帯広での教師職自体に不満を持った。夫婦間の諍いは絶えず、この頃、博はしばしばふみ子のことを口論の末、殴っていたという。
1949年の年末、博は同僚の教師たちにしきりと利殖の話を勧めていた。この利殖の話は一種のねずみ講であった。高校教師の仕事もそこそこに、博は事務所を構えて金融関係の仕事を始めた。結局1950年3月には高校を辞めてしまう。しかし金融関連の仕事は上手く行かなかった。その後、博はふみ子の実家、野江家近くにあった建設会社で働くようになるが、そこでも問題を起こしている。上手く行かなかった金融関連の仕事や、建設会社で引き起こした問題の後始末は結局、ふみ子の実家の野江家が行った。また1950年1月にふみ子は堕胎をした。生活が苦しく、これ以上子どもを持つことは出来なかった。
教師を辞めた夫、博の生活は更に乱れていった。ほどなく博には愛人が出来た。結局1950年5月、ふみ子夫婦と仲人、そして両親ら親族が集まって話し合いがもたれ、夫婦の別居が決まった。

#### 辛夷短歌会の歌会参加と大森卓との出会い
1949年4月、ふみ子は帯広に戻って以降、「辛夷短歌会」の句会に参加するようになった、句会の参加は帯広高等女学校時代の同級生であった木野村晴美に誘われたことがきっかけであると伝えられている。ふみ子は帯広神社社務所で月一回開催される句会に熱心に参加した。夫との関係が悪化し、ついには夫婦別居となったふみ子を支えたのが短歌であった。この頃親友に「和歌が救いのやうになって、嘆きも苦しみもみなそこに投げ込んで燃焼して」と、書いている。
自らを根無しの一本の茎に例えたこの句は、「辛夷短歌会」主催の野原水嶺の賞賛を受けた。「新墾」には1950年6月号に掲載されており、またふみ子自らが選句、構成し、死去直前に発行された第一歌集、「乳房喪失」の句の中で、最も早い時期に詠まれた句である。
ふみ子は「辛夷短歌会」で自らの運命を大きく変えることになる人物と出会う。大森卓である。ふみ子が執筆したラジオドラマ「冬の海」の中で、大森卓をモデルとした主人公「小森」について、「人間は一生のうちに自分の運命や思想をすっかり変へてしまふ程の、強い影響力を持つ人に出会ふことがある」と語っている。大森は「辛夷短歌会」の主要メンバーのひとりで、才能に恵まれた歌人であったが、ふみ子と出会った時点、既に重い結核にかかっていた。歌会で大森と出会ったふみ子は妹の敦子に「素晴らしい人に会った」と語ったという。大森のことを知る人物によれば、彼はふみ子の夫、中城博に似たところがある鋭さを感じさせる人物であり、またふみ子好みの美男子であった。
大森に出会った頃、ふみ子は
という句を詠んでいる。この句は、家政学院在学中にふみ子が私淑する岡本かの子を称え、詠んだ「絢爛の牡丹のさなかに置きてみて見劣りもせぬ生涯なりし」の改作である。岡本かの子に捧げられた元歌は、改作の結果、平凡な生き方ではない、絢爛な花の中に置いても見劣りしない人生、つまり短歌の世界で成功したいというふみ子自身の願いを述べた句となっている。
ふみ子が「素晴らしい人」と絶賛した大森卓には看護師の妻がいて、入院中の病院に勤務しながら夫の看護に従事していた。当時、辛夷短歌会を主導していた野原水嶺、舟橋精盛はともにふみ子と大森卓との関係を愛人関係であったとしている。ただ、本当に愛人関係にあったのかどうかについては疑問の声もある。確実なことはふみ子は大森卓から多大な影響を受け、そして激しい恋情を抱いたことである。
当時、ふみ子は短歌の世界で成功したいとの思いを抱くようになっていた。大森は周囲から短歌に命を賭けていたと言われていた。前述のふみ子作のドラマ「冬の海」の中で、主人公の小森は「君が不幸だと思っている不幸を大切にしたまえ、君の才能はその不幸につながっていると僕はみている、不幸な人間は何か偉いことをやりとげるものです」と、述べている。大森は重い結核の病床にあった、遠からぬうちに命果てるであろうことを直視しながら短歌にその思いをぶつけていた。上手く行かない現実の中でもがき苦しんでいたふみ子にとって、大森の姿は強い衝撃を受けた。ふみ子は自らの不幸を直視する姿勢を大森との出会いの中で学んでいった。そしてそれは数年後に訪れるふみ子自身の乳癌闘病、死を前に生かされることになる。
1951年（昭和26年）1月、病床にあった大森卓が創刊に尽力した短歌雑誌「山脈」の創刊号にふみ子は、「わが想う君」と題し、上記のような大森卓に対する激しい恋慕を詠んだ句を発表する。あまりにも赤裸々な思いを詠んだふみ子の句は当然話題となったが、噂を恐れるようなことは無かった。しかし大森との関係の終焉は意外と早かった。
「山脈」の創刊後まもなく、大森卓には別の若い恋人がいることが明らかとなる。もともと大森は看護師の妻と結婚する以前、その若い恋人と交際していたが、周囲の反対もあって交際は実らなかった。そこで大森は思いを実らせることが叶わなかった恋人によく似た、看護師の女性と結婚するに至った。しかし重い病床にあった大森と、その初恋の女性との交際が再開されたのである。大森の看病は看護師の妻と若い恋人の2人が担うという奇妙な事態が発生した。病室で大森の若い恋人と鉢合わせとなったふみ子は激怒し、いったん大森への思いを断ち切った。
大森卓への思いを断ち切ったふみ子は、新たな恋を探そうとした。相手は放浪詩人の石川一遼と帯広畜産大学の学生であった高橋豊である。石川は帯広に居た期間も短く、ふみ子の歌にいくつか詠まれた程度であったが、ダンスをきっかけに知り合った高橋豊とは実際に交際していた期間こそ短かったが、ふみ子の死の直前まで文通が続いた。
1951年9月27日、大森卓は亡くなった。大森の死後、発行された短歌誌「山脈」は大森卓追悼号となった。ふみ子は大森卓追悼号に9首の短歌を発表した。
多くの女性の心を掴んだ大森卓も亡くなってしまえばもはや妻のものでも誰のものでもない、つまり自分のものにするのだと詠んだのである。いったん断ち切ったかに見えた大森への激しい恋慕を、ふみ子は挽歌の形で爆発させたのである。この大森卓への挽歌はふみ子の名作のひとつであるとの評価がある。

#### 子どもへの思いと正式離婚
夫・中城博との別居生活の中で、大森卓への激しい恋の他、石川一遼、高橋豊との出会いもあったが、夫と別れ3人の子を育てる母としての気持ちを忘れることは無かった。
大森卓との出会いはふみ子に大きな影響を与えたが、ふみ子自身も短歌への精進を怠らなかった。東京家政学院時代、恩師の池田亀鑑から短歌の他に源氏物語、万葉集を学んでいたが、結婚後も万葉集を読むなど古典学習も継続していた。そして短歌の結社参加も、これまでの「新墾」、「山脈」に加え、1951年からは女性歌人による「女人短歌」にも参加する。実力をめきめきとつけてきたふみ子の、母として子どもを詠んだ句は評価が高い。
ところで夫・博との別居後、ふみ子の父母は1950年8月から呉服店を始めていた。ふみ子は2名のお手伝いさんとともに得意の料理の腕を振るい、従業員やその家族などの分も含む約30名の食事作りに明け暮れた。当時ふみ子が詠んだ短歌の中には、呉服店の食事作りに励み、呉服店で働く店員らの情景など日常生活を詠んだものも見られる。
別居中の夫・中城博はしばらくの間、帯広で生活していたが、やがて札幌へと帰った。ふみ子との離婚条件が中城家との間で話し合われ、結局話し合いがまとまり、1951年10月2日に正式に離婚が成立する。離婚の条件は末っ子の潔を中城家に引き渡すことであった。潔が別夫の元で暮らすようになり、ふみ子は長男孝、長女雪子の2人の子どもと暮らすようになる。なお、離婚後もふみ子は旧姓の野江に戻ることは無く中城姓で通した。姓を戻さなかったことについてふみ子は「現在の幸も不幸も結婚生活から発端してゐるのであるから、中城といふ姓に愛着を捨て切れない」と語っていたという。

### 乳癌の発病

#### 東京への出奔とその挫折
ふみ子の死の直前に、ふみ子自身が撰歌した歌集「乳房喪失」が刊行されたが、その構成内容から判断して、1951年10月2日の離婚した頃には自らの体の変調を感じ取っていた可能性が指摘されている。
離婚直後の10月24日、ふみ子は家族に黙って2人の子を置いて東京へ出奔した。出奔時、ふみ子が持っていたのはバッグとトランク一つずつであり、まずは東京家政学院時代の友人を頼る心積もりであった、東京行きの決意を聞かされた歌友の舟橋精盛は、あまりの突然の話に止めるよう説得するも聞き入れなかった。東京行きの途中、ふみ子は当時札幌に居て文通中であった高橋豊と会っている。高橋もあまりに無謀な出奔に驚き呆れ、やはり止めるよう説得するも無駄であった。
上京したふみ子はまず蒲田に住んでいた東京家政学院時代の友人を頼った。ふみ子は手に職をつけた上で子どもたちを東京に呼び寄せ、生活していきたいと考えていた。蒲田の友人宅には約一週間滞在した後、渋谷区富ヶ谷のアパートに移り、タイピストの養成学校に通い始めた。東京ではふみ子は蒲田の友人とともにNHKで働いていたかつてのボーイフレンド・樋口徹也に会いに行っている。青春時代ふみ子が憧れ、「お兄様」と呼び情熱を燃やした樋口は変わっていた。何よりふみ子自身が変わっていた。再会は果たしたもののお茶も飲まず、ほんの立ち話程度で樋口との再会は終わった。
東京でふみ子は空いた時間に岡本太郎の絵画展に行ったり、歌舞伎座に行ってみたりもした。しかしさしたる用意もせずに上京してきたつけにふみ子が直面するのも早かった。経済的に行き詰ってきたのである。やむなくキャバレーでホステスをしたり、インドカレー店の求人に応募して採用されたものの、体調がすぐれないために働くことはなかった。この頃すでにふみ子の体に癌が成長しつつあった。結局、11月18日、仕事の仕入れ関係で上京してきた母に連れられて帯広に戻ることになり、ふみ子の一か月足らずの東京生活は終わった。
年末、ふみ子は札幌の高橋豊にクリスマスカードを送っている。その中でふみ子は無謀であった東京出奔の反省を述べるとともに、「結局は歌にでもすがって己の不幸を見つめるより仕方ない私なのです」と書いている。

#### 木野村英之介との出会い
失意の中、帯広に戻った直後、ふみ子に愛が芽生えることになる。ダンス好きのふみ子はダンスホールに良く出入りしていて、そのような中でダンス講師の手伝いをしていた木野村英之介と出会ったのである。木野村英之介はふみ子を辛夷短歌会へと誘った帯広高等女学校時代からの友人、木野村晴美の弟で、ふみ子よりも7歳年下であった。ふみ子は夕方になると華やかなドレスを身にまとい、ダンスホールへと出かけていく。周囲は野江家の出戻り娘は幼子を放っておいて毎晩ダンス三昧と噂をしていた。その上、7歳年下の男性との親密な交際が始まったのである。たちまちふみ子と木野村英之介との関係は帯広の町にスキャンダルとして広まっていった。
たまりかねたのが木野村英之介の姉、晴美であった。晴美はふみ子を「辛夷短歌会」に誘った人物であり、当然、ふみ子と大森卓とのいきさつを熟知していた。木野村晴美はつてを頼り、二人の仲を切り裂こうとした。帯広では名家であった木野村家もふみ子と英之介との交際は反対であった。一方、ふみ子の両親は交際に理解を示し、結婚の許可もしていた。しかしふみ子の2人の子は英之介との折り合いが悪かった。長男の孝は母、ふみ子から「再婚してもいい？」と聞かれたが、はっきり「嫌だ」と答えたという。長女の雪子も英之介を嫌っていた。結局、ふみ子と木野村英之介が結婚することはなかった。
年下の木野村英之介は酒もタバコもやらない真面目な青年であった。交際を続ける中でふみ子は真面目な木野村に飽き、厄介に思ったこともあった。しかし死を目前に入院治療をしていた際にふみ子が別れを切り出すまで交際は続き、木野村英之介はふみ子のことを支え続けた。
夜、花火が打ちあがる中、恋人、木野村英之介に体を与える情景を大胆に詠み込んだこの歌は、中城ふみ子をモデルとした渡辺淳一の小説『冬の花火』の中でクライマックス場面として取り上げられている。

#### 乳癌の診断と手術
東京から帰った後、ふみ子は左乳房にしこりがあることに気づいた。疲れやすさ・不眠といった体調不良の自覚もあった。しこりは次第に大きくなり、圧迫感や肩こりを感じるようになった。そこで病院に行ってみると乳癌との診断が下った。ふみ子はセカンドオピニオンを求め、他院での診察を行ったが結果は同じであった。結局、1952年（昭和27年）4月、帯広の新津病院で左乳房の切断手術を受けた。ふみ子のすぐ下の妹、美智子の夫、畑晴夫は小樽で医師をしていた。畑は手術後のふみ子の病状について、若年性の乳癌が再発の可能性が高く予後不良であるため深い懸念を抱いていた。
木野村英之介によれば、手術を前に、ふみ子は自らの命よりも左乳房を失うことに強く拘っていたという。この時の手術、入院は一か月足らずで終わり、ふみ子は退院した。

#### 旺盛な創作意欲
乳癌の手術後、父・豊作は新たに野江呉服店の近くに洋品店を開業し、ふみ子に店を任せることにした。ふみ子自身が今後の生活に不安感を持っていたこともあって、将来を考えて店を持たせてみたのである。しかしふみ子には全く商才が無く、店は2～3か月で閉店した。
店は上手く行かなかったものの、乳癌手術後のふみ子は活動的であった。ふみ子は1952年2月、帯広作家クラブに入会し、エッセイやラジオドラマを執筆した。同年9月、ふみ子が執筆したラジオドラマ「モザイクの箱」がNHK帯広放送局から放送されている。またふみ子は大の映画ファンで、帯広映画研究会の会員となっていた。折しも映画全盛期であり、ふみ子はしばしば映画鑑賞を楽しみ、帯広映画研究会の会報に映画や俳優に関する評論を執筆している。後述のように映画はふみ子の短歌に大きな影響を与えたと考えられている。
短歌の創作意欲も旺盛であった。1953年（昭和28年）1月には「新墾」の維持社友になっている。維持社友は選者クラスであり、短歌結社「新墾」の中ではトップクラスに登りつめたことになる。そして「新墾」などでの活躍が認められ、同年4月、野原水嶺の推薦によって全国規模の短歌結社「潮音」に入社した。しかし精力的に活動を続けるふみ子に癌の再発が発見されるのである。

### 乳癌の再発と再手術

#### 癌の再発
1952年4月の左乳房切除後も、ふみ子は癌の再発防止のためX線照射の治療を継続していた。治療のためにしばしば札幌の病院に通院し、その際は小樽の妹夫婦の家に泊まった。そのような中、1953年3月に異常が発見され異常部分の切除が行われたが、この時は良性のもので癌の再発ではなかった。
その後もふみ子は小樽の妹夫婦宅に泊まりながら札幌への定期通院を続けていた。10月、癌の再発が確認された。そこで前回手術を行った帯広の新津病院で右胸部の転移部分の切除が行われた。12月、ふみ子は札幌へ向かった。札幌医科大学に癌研究室が新設されたことを知り、そこで治療を受けようとしたのである。度重なるX線照射と術後ということもあってふみ子は強度の貧血状態であった。ふみ子は小樽の妹夫婦宅に約2週間滞在し、まずは貧血の治療を行い、ある程度回復した後、札幌医科大学附属病院で癌の治療を再開することになった。通院再開後、札幌医科大学附属病院の主治医と妹の夫・畑晴夫は治療方針について話し合い、結局入院治療を行うことになった。入院のベッド待ちの間、ふみ子は帯広にいったん戻った。なお畑晴夫には予後絶対不良を通告されていたが、ふみ子には秘密とされた。

#### 死の覚悟

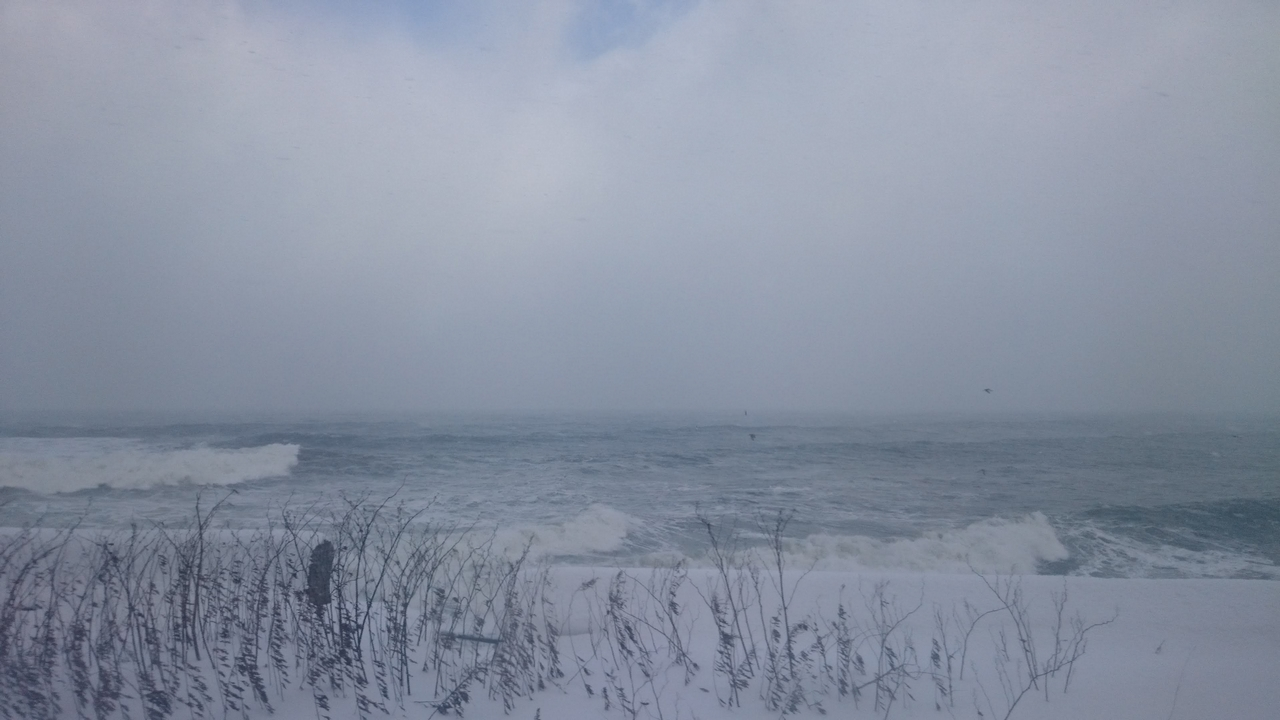
乳がんの再発、再手術後の1953年12月、小樽の妹夫婦宅から札幌への通院中の列車から冬の石狩湾を見つつ、ふみ子は残された己の人生と死を直視する覚悟を歌に詠んだ。

ふみ子の恋人、木野村英之介は再手術後、ふみ子は命がもう長くないことを自覚していたと語っている。同じ頃、幼馴染の友人は「頼みたいことがある」とふみ子に入院先の新津病院に呼ばれた。ふみ子からは特段の頼まれごとは無かった。その代わりふみ子は「離婚したこと、中絶したことが、乳癌の原因だったかもしれないわね」と語り、更に様々なことをお互い語り合い、もう長く生きられないことを感じ取っていたと証言している。
またふみ子は娘のおさがりを寄付しようとしたり、母の証言では身の回りを整理して古い手紙を燃やしたりしていた。1953年12月、小樽の妹夫婦宅に滞在しながら札幌医科大学付属病院に通院する列車車中から冬の石狩湾を見て、ふみ子は迫りくる死を前にして、残された己の人生、そして死を直視していく覚悟を詠んだ。

### 全国歌壇デビュー

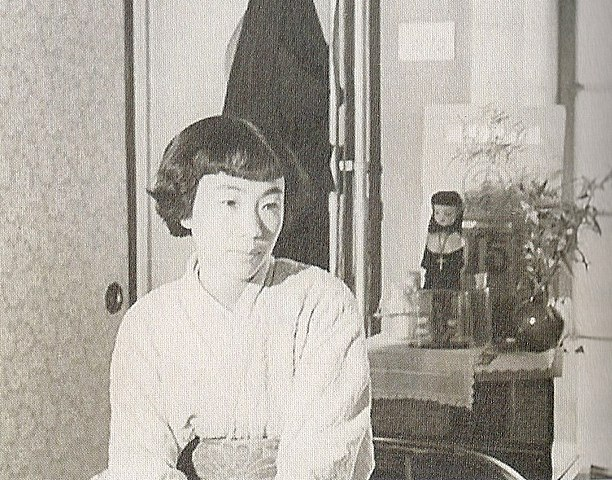
入院中の札幌医科大学附属病院の病室でのふみ子。

1954年（昭和29年）の中城ふみ子の全国歌壇デビューは、短歌史上のひとつの事件となった。そして現代短歌史はその中城ふみ子の登場という事件をきっかけとして、大きく転換していくことになる。ふみ子は後述のように日本短歌社が公募した五十首応募で特選となり、4月10日頃に発行された「短歌研究」1954年4月号冒頭に掲載されたことによって全国歌壇にデビューした。デビュー時点で乳がん治療のため札幌医科大学附属病院に入院中であったふみ子は、同年8月3日に亡くなるので、全国歌壇を舞台に活躍できたのはわずか4カ月たらずのことであった。中城ふみ子の全国歌壇デビューは大きな波紋を呼び、1954年の短歌を巡るジャーナリズムはふみ子の話題に終始する事態となった。1954年4月半ばから8月初めまでの活躍については、『たけくらべ』、『にごりえ』、『十三夜』を立て続けに発表した樋口一葉の1895年（明治28年）の活躍のみが比較対象となり得るとの意見もある。

#### 戦後短歌の歩みと短歌研究の読者詠公募
戦後、短歌は外部からの激しい批判に晒された。いわゆる第二芸術論である。また終戦後の混乱の中、歌壇自体も混乱していた。1950年頃になって世情が落ち着きを取り戻してくると、歌壇もまた落ち着きを取り戻し、保守的・伝統重視の風潮が強まっていた。
そのような風潮に一石を投じたのが釈迢空であった。釈は「短歌研究」1951年1月号に論文「女流の歌を閉塞したもの」を発表した。論文の中で釈は、当時本流とされていた写生を重視するアララギ派中心の短歌の在り方に強い疑問を投げかけた。具体的にはポーズが目立つことが作品批判の言葉となっているが、逆に歌にポーズが無くなってしまっていることこそが問題であるとした。そしてアララギが女の歌を殺したと断じ、女性の短歌は写実的・現実的な詠みぶりに従ってしまっているため、結果として男性の歌人に負けてしまっているので、現実を発散させるポーズの復権が必要であると論じたのである。
釈とともに保守化、伝統重視の世界に留まり、動こうとしない歌壇の現状に怒りを深めていたのが中井英夫であった。中井は東京大学中退後、日本短歌社に入社して短歌雑誌の編集に携わっていた。中井の怒りの矛先はまず、平明な生活詠を良しとしている歌壇本流のあり方そのものに向けられた。平明な生活詠が良い短歌であるのならば、良き歌人とは健康的な常識人となる。「裡に深い暗黒の井戸を持たず、何を創ろうというのだろう……精神の無頼性をつゆ持つことなく、小心な身仕舞いのいい人格者が、何を人に語ろうというのか」中井は短歌の現状は文学の名に悖るものであると感じていた。
中井の怒りを更に増幅させていたのが、歌壇における新人のあり方であった。中井は短歌結社における新人はいわば「お習字」をさせられていると揶揄した。つまり先輩歌人の作風をそのままなぞるよう、学ばされているのである。そして先輩歌人の作風を会得した段階で新人として歌壇デビューを果たす。しかも始末が悪いことに、その新人たちは、「時代との相克」とか「清純な抒情」などといったもっともらしいうたい文句を唱えながら新しい短歌結社を立ち上げ、結社内で強い権力を振るってかつて自らが行ったような「お習字」をさせていると断じた。
1953年、歌壇の大御所であった斎藤茂吉、釈迢空が相次いで亡くなった。短歌界の喪失感は大きく、「歌壇は暗黒時代に入った」との論評も現れた。そのような中で、短歌界にもうひとつ大きな動きが始まった。角川書店が短歌雑誌「短歌」を立ち上げることになったのである。中井が所属している日本短歌社と比較して、角川は出版社としての規模が格段に大きかった。角川は執筆者に対して日本短歌社の5倍のギャラを出すとの噂も飛び交っていた。当時、中井は日本短歌社の短歌雑誌、「短歌研究」の編集長となっていて、編集長として何らかの対抗措置を考えねばならなくなった。中井は木俣修に助言を求めた。木俣は「広く読者から50首詠を募集してはどうか」とのアイデアを出した。これが「短歌研究」五十首応募を始めるきっかけとなった。
中井は五十首応募の撰者を専門歌人ではなく自らが務める決意を固めた、中井はまず前述の短歌結社の弊害を憂慮した。事実、「短歌研究」の一般読者公募の成功に触発され、ライバル誌の「短歌」も読者詠の公募を始めた。「短歌」は歌壇の大御所5名に撰者を委託したが、5名の撰者それぞれが自らの結社の所属歌人、つまり自らの弟子を最優秀者に推して譲らず、暗礁に乗り上げてしまうという事態が発生した。そして中井は優れた撰者の条件とは、胸中に決して満たされぬことのない黒い空洞を持っていることのみとの信念を持っていた。中井は、五十首応募を通じてまず中城ふみ子、そしてふみ子に続く寺山修司と、短歌史を揺るがし、現代短歌の起点ともなる逸材を発掘することになる。

#### 五十首応募への投稿
「短歌研究」は1953年12月号に五十首公募の実施を発表した。「辛夷短歌会」の主催者、野原水嶺は同人のふみ子と大塚陽子に応募するよう勧めた。もともと短歌で名の成したいと願っていたふみ子自身も乗り気であった。
ところでふみ子の癌の再発が判明し、再手術そして札幌医科大学附属病院への入院待ちをしている時期、短歌結社の「新墾」は内部対立に見舞われていた。「新墾」は全国組織の短歌結社、「潮音」の影響下にあったが、若手同人の中から「潮音」の影響下からの脱却を求める声が噴出したのである。結局「新墾」から若手同人の脱退者が相次ぎ、山名康郎を中心とした脱退者は新組織の「凍土」を立ち上げた。
「新墾」の中で有力歌人であったふみ子のところにも「凍土」に参加するように誘いが来た。ふみ子はもう長く生きられないと思っており、今のうちにやりたいことはやっておきたいと、凍土への参加を承諾した。しかしふみ子は他の参加者とは異なり、「新墾」から脱退することはなかった。
1954年（昭和29年）の新年、ふみ子は入院待ちの状態のまま帯広で迎えた。正月早々、ふみ子は山名康郎と会っている、ふみ子は山名に「野原先生から是非出すように勧めるのだけど自信が無いの」と言いつつ、「冬の花火」と題された約30首の歌を見せられた。一読した山名は激賞し、絶対に応募するように勧めた。この時山名は「ある乳癌患者のうた」との副題を付けた上、応募の原稿用紙が目立つように赤いリボンで綴じるアイデアを出した。またこの時ふみ子は山名に「入院したら毎日お見舞いに来るように」お願いした。結局山名は日課のように仕事帰りにふみ子の病室に顔を出すようになる。
1月7日、ふみ子は札幌医科大学附属病院に入院する。入院時点で約40首が完成していたと伝えられている。締め切りは1月15日、病床で残りの10首を完成させ、題は「冬の花火」、副題は山名が勧めた「ある乳癌患者のうた」、そして原稿用紙に赤いリボンを付け、締め切り直前に郵送した。

#### 歌集発行への執念
1954年2月初めの大雪の降る日であった。山名康郎は札幌医科大学附属病院の看護師からすぐに病院に来て欲しいとの連絡を受けた。すわ容体急変かと思い病院に駆け付けたところ、病状に特変は無かった。ふみ子は山名に歌集出版の話を切り出した。ふみ子は生きている間に歌集を出したいと願っていたのである、山名はとにかく作品をまとめてみるようにアドバイスした。ふみ子はすでに歌集出版に向けて準備をしていたと見られ、一週間もたたないうちに自撰の歌集がまとめられた。ふみ子は自ら詠んだ歌に推敲を加えた上に、歌集を一種の物語性を持たせるように編集していた。
歌集出版に向けて課題となったのは、序文を誰に書いて貰うのかということであった。ふみ子は新墾の主催者である小田観螢に頼むのが筋なのだけどと言いながら、本当は石川達三か井上靖に頼みたいと漏らしたと伝えられている。ふみ子の希望を聞いた山名はびっくりした。石川達三も井上靖も全くつてはない。その時、北海道新聞に連載小説を書いていた川端康成の名前が挙がったという。山名は北海道新聞の記者であり川端康成の連載小説の担当者であった。川端康成ならばつてが効くかもしれないと考え、山名はふみ子に川端の心を動かすような手紙を添えて、歌集のノートを送ってみるように勧めたと証言している。
一方、前述のように川端康成に序文を書いて貰うことが少女時代からのふみ子の夢であったという証言もある。いずれにしても序文執筆を川端康成に依頼することとなり、ふみ子は3月の初めに「花の原型」という仮題をつけた歌集案のノートと序文依頼の手紙を川端に送った。また川端の他に、ふみ子は東京家政学院時代の恩師・池田亀鑑にも序文を依頼していた。池田には3月半ば頃、川端と同じく「花の原型」という仮題をつけた歌集案のノートと、ふみ子の序文依頼の手紙が送られた。しかし運が悪いことに池田は前年から体調悪化が著しく、ふみ子の依頼にすぐに応じることは出来なかった。それでも池田は序文執筆に意欲を見せ、実際に執筆を進めていたが、結局7月に出版された歌集「乳房喪失」への掲載は間に合わなかった。
序文の依頼については川端康成からも池田亀鑑からもなかなか返事が来ない。そうこうするうちに病状は次第に悪化していた。やむなく序文無しで歌集出版の話を進めていくことになった。ふみ子がまとめ上げた歌集の題名については、ふみ子は「美しき独断」、山名康郎は「真紅の馬」そしてふみ子と山名の歌友である宮田益子は「赤い幻暈」を候補とした。それぞれふみ子の詠んだ歌から採った題名であったが、結局山名の意見の「真紅の馬」を歌集の題名とすることになった。この時点で課題となっていたのは、歌集の発行に要する資金をどのように調達するかであった。

#### 短歌研究五十首応募一位入選

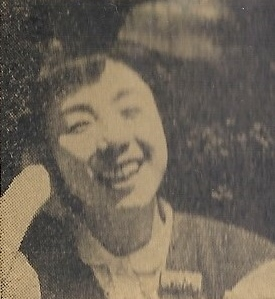
札幌医科大学附属病院入院中に撮影されたふみ子。

ふみ子の札幌医科大学附属病院入院は、そもそも予後絶対不良の宣告を受けての入院であった。入院治療開始時点は前年11月の手術痕への放射線を当てる治療を行っていたと考えられているが、手術部位周辺の皮膚への癌の転移が確認されたため、1954年1月20日からは放射線照射部位を拡大することになった。また入院時点から胸部X線写真に肺への転移を疑わせる所見が見られていたが、4月以降、ふみ子は呼吸困難を訴えるようになり、肺の放射線治療も始まった。また4月から不眠のために睡眠薬の常用を開始し、微熱にも悩まされるようになった。癌の病状は確実に悪化し続け、ふみ子の体を蝕んでいた。
3月28日、日本短歌社の中井英夫からの葉書がふみ子のもとに届いた。葉書は帯広の実家宛に出されており、実家からふみ子の病室に転送されての到着であった。葉書には「短歌研究」五十首応募でふみ子の作が1位に決定し、4月号の巻頭に掲載すると記されていた。そして題名は太宰治の戯曲から採ったと思われ、やや弱い印象の「冬の花火」ではなく「乳房喪失」としたいこと、50首のうち42首を載せたいという二点の了承を求めた。更に5月号には入選作家の抱負、6月号に改めて歌を載せたいと考えていること、ふみ子の写真も欲しいとの要請も記されていた。ふみ子宛の葉書が実家を経由して届いたため、父、豊作の字で「大イニ感心ス」と添え書きされていた。
日本短歌社の「短歌研究」五十首応募の公称応募総数は1003作であったが、後に中井英夫は400通程度であったと明かしている。応募者の中には山中智恵子らの名前もあったが、当初、「短歌研究」の編集部が応募作品を一読した段階では特に優れた作品がある印象は無かった。編集部の当初案では野原水嶺がふみ子とともに五十首応募に投稿するように働きかけた大塚陽子の作が一位候補であったが、編集長の中井が改めて候補作を熟読する中で、ふみ子の作が大変に優れている確証を持ち、そして石川不二子の作品もこれまでにない優れたものであると判断した。中井ら「短歌研究」編集部が五十首応募の応募者に求めていたものは「美事な野心」であった。
五十首応募の結果発表の中で、「短歌研究」編集部は「いわゆる歌壇作品に比してこのくらいなら、という自信のもとに作品を投ぜられた方も多いだろうが、それは少なくとも美事な野心ではないはずである」と講評した上で、ふみ子の作品を「新しい精神への期待にやや応えてくれたものといえる。人によってはポーズの過剰に眉をひそめるかもしれないが、平明枯淡な身辺詠が主流となった現代短歌への反措提の一石を投ずるものであろう」と、評価した。
中井はふみ子の詠んだ50首を特選として掲載するに当たり、まず太宰治の作品と同名になってしまっている「冬の花火」ではなく、応募作の中の
から、「乳房喪失」を題名とすることにした。またあまりに作品の印象が強すぎて読者が付いていけなくなる恐れがあった歌と、出来が比較的劣ると判断した8首の発表を止め、42首で発表することとした。
ふみ子は五十首応募の1位入選に狂喜した。葉書が手元に届いたのは夜になってからのことであった。そして消灯時間後になってしまったが、早速入院中であった歌仲間のところに行き、「嬉しいのよ。これ、見て」と言いながら葉書を見せ、肩を抱き合って喜びを分かち合った。そして日記には1位入選の喜びとともに、葉書に添えられた父の「大イニ感心ス」と書かれていたこともまた嬉しかったと記している。
1位入選を喜びながらもふみ子は冷静であった。日記には受賞と父の誉め言葉に対する喜びとともに、「特殊な題材」のため宣伝用に注目されたに過ぎないのではとの推測を記した上で、まだまだ自信なしと書いている。ふみ子は早速中井英夫にお礼の葉書を送っているが、その内容は落ち着いたものであった。そして4月2日には父、豊作に1位当選をした喜びとともに、不景気の折、気が引けると言いながら、葬式は要らないから歌集を出したいとお願いする手紙を出している。結局、歌集の出版費用は1位入選を喜んだ父の豊作が負担することになり、出版の作業が進められることになった。

#### 短歌研究五十首応募の発表と反響
「短歌研究」五十首応募の1位入選の報に喜んでいたふみ子であったが、病状は悪化をし続けていた。4月半ば、隣の入院患者が危篤となり、まもなく亡くなった。ふみ子は万が一に際して知らせて欲しい人物10名の名を日記に書き留めた。その一方で映画を見に行ったり、歌会に出席するなど外出を楽しんでいた。入院中に外出して出席した歌会の席でふみ子が披露した歌が
である。
霞友たちがこの歌に関する意見を出し合う中、ふみ子は「キリストも男でしょ」と語り、人間として、男としてのキリストを描き、性的なものを見ていた。ふみ子は入院中も男性との出会いがあった。例えば主治医と高級中華料理店などでデートを楽しんでおり、歌友の大塚陽子は「札幌に来てからも彼女はキリストと出会った」と、主治医とのデートを楽しむふみ子の姿を描写している。
ところでふみ子からのお礼の葉書を受け取った中井英夫は早速手紙を送った。その中で中井は1位入選の経緯を改めて説明するとともに、「短歌研究」と「潮音」への二重投稿を戒め、更に改めて写真と入選者の感想、そして6月号に掲載用の30首を送るように依頼した。これ以降、ふみ子と中井は頻繁に濃密な内容の手紙のやり取りを続けることになる。
ふみ子の作品が巻頭を飾る短歌研究4月号の発行は遅れていたが、4月半ばに刊行された。
男性の唇が触れた時には官能の高まりで熱くなった乳房、しかしその乳房には己をあざ笑うかのように癌が成長していたと、女性の性と癌を詠んだ歌から始まる42首、「乳房喪失」が「短歌研究」4月号の冒頭に掲載されたのである。
「短歌研究」特選のふみ子の歌を巡って、早速賛否両論が噴出した。「短歌研究」5月号には歌壇の反響が載せられているが、「これはやりきれぬ。時代遅れで田舎くさい」、「表現が大雑把で身振りが非常に眼につく……作りものだという気がする」など、否定的な厳しい意見も寄せられ、近藤芳美に至っては次席の石川不二子を褒めただけで特選のふみ子を無視した。実際の歌壇の評価はもっと辛辣であった。その一方で歌壇の若手を中心に熱狂的とも言える支持の声が沸き上がった。五十首応募の参加者のひとりであった山中智恵子は「短歌研究」編集部に早速「中城の歌に狂倒しております」とのファンレターを送った。その他、乳房喪失を読み興奮のあまり一晩眠れなかった、短歌を作る意欲を失いかけていたが希望を得た、短歌を見限ろうと思っていた矢先に光明が見えた等々の感想が続々と寄せられた。
中井はともすると中城の作品から目を背けようとしている既存歌壇の姿勢に対する怒りを深めていた。中でも戦後派と呼ばれる、戦後歌壇にデビューした歌人たちがふみ子の作品を厳しく批判していることに我慢がならなかった。「中城氏の作品に目を背けざるを得ぬとすれば、そこに歌壇の不幸は始まると思われる」、「第二の戦後派は必ず出る、旧勢力に対して本当の反逆ができる若い世代がもうすぐ生まれてくるはずだと語っていた当人が、それらしいものが頭をもたげるが早いか、もう土足で踏みにじろうとする態度には呆れて物がいえない」そう述べた中井は、はっきりと既存歌壇に対する戦闘意欲を高めていた。
そして歌壇の分断ともいうべき混乱状態の中、更に火に油を注ぐような事態が発生することになる。

#### 川端康成の推薦
生きているうちに歌集を出版したいとのふみ子の願いに向けて、4月以降準備は着々と進められていた。表紙があまりにも不出来で作り直しをお願いする一幕もあったが、初校のゲラも刷り上がっていた。そのような中、中井英夫はふみ子が逡巡していた写真の送付を再三せっついた上で「そういう登場はこの歌壇では十年に一度の事件でしょう。ためらわずそれを百年に一度の事件にしましょう」と、ふみ子をけしかけた。
中井のもとには角川が刊行開始したライバル誌「短歌」からの情報が寄せられていた。歌集の序文依頼のために川端康成に送られた「花の原型」という仮題をつけた歌集案のノートに関する情報であった。ノートを読んだ川端はその内容を高く評価し、3月末に角川書店に持ち込んだ上、掲載を強く推薦したのである。「短歌」編集部では160首を一気に6月号に掲載する準備を進めていたところが、ふみ子が「短歌研究」4月号で五十首応募特選となったため、掲載歌数を予定よりも減らし、宮柊二が選歌を担当してやはり6月号で発表する話が進められていたのである。中井はふみ子に対して百年に一度の事件にしたいとけしかけたのは、この話を聞きつけてのことであると白状した上で、ぜひとも「短歌」への掲載を実現したいとした。また中井はふみ子に対して、歌集出版をぜひこちらでやらせて欲しいとも伝えた。
ふみ子は川端康成の角川への推薦と「短歌」への掲載、中井からの歌集出版の申し出に大変驚いた。歌集出版の話についてはふみ子は大変に喜んだ。実際問題として実家の野江呉服店の経営状態があまり芳しくなく、父母に経済的な負担を掛けることはふみ子にとって苦痛であった。ふみ子は既に進んでいた札幌での歌集出版を中止し、中井に委ねることにした。
一方、「短歌」への自作掲載の話についてはふみ子は戸惑いを見せた。ふみ子は「短歌研究」6月号に中井から依頼された30首が掲載され、ライバル誌である「短歌」6月号にも自作集が掲載されるということが、あまりに汚く、さもしいのではないかと考えたのである。ふみ子の逡巡に対し、中井はどうしても「短歌」は出さなければいけない、ふみ子が送ってきた30首は感心しないので、もっと推敲を進めて場合によっては7月号に廻せばよい。とにかくふみ子の歌を歌壇にきちんと評価してもらうには、何が何でも「短歌」にもふみ子の歌が載らなばならない。僕（中井）のためにも「短歌」に出させましょうとまで手紙に書き、続く手紙でも汚いなんて考える必要は全く無い、1954年の歌壇が中城ブームに見舞われたっていいじゃありませんかと書いた。
「短歌研究」5月号にはふみ子の入選作家の抱負「不幸の確信」が掲載された。ふみ子は短歌の現状について「『歌いたいから歌うのだ』というのびやかさや『歌わずには居られぬ』という必然性に欠乏している」と指摘した上で、自らの歌について「不治といわれる癌の恐怖に対決した時、始めて不幸の確信から生の深層に手が届いたと思う……ひたすら自分のためにのみ書く作品が普遍的な価値を持つまでに高められる試みの端緒を僅かに掴んだばかりの今である」と書いた。かつて大森卓がふみ子に語ったという「君が不幸だと思っている不幸を大切にしたまえ、君の才能はその不幸につながっていると僕はみている、不幸な人間は何か偉いことをやりとげるものです」という言葉は、このような形でふみ子の最期の活躍を支えることになった。

#### 『短歌研究』、『短歌』の6月号掲載
中井は5月15日にふみ子から送られた改作した30首を受け取っている。中井は当初の予定通り、ふみ子の歌30首を「優しき遺書」と題し、「短歌研究」6月号に掲載する。そして「短歌」6月号には、川端康成の推薦文と選歌を担当した宮柊二の感想付きの「花の原型」51首が掲載された。新人歌人としてはおおよそ考えられない待遇であった。川端の推薦文の多くはふみ子が書いた手紙からの引用で占められ、そのことについてふみ子は落胆を隠さなかったが、川端はもとよりふみ子の境遇に同情して角川に口をきいたわけでは無く、作品を純粋に評価しての行為であった。
ただでさえ歌壇はふみ子の「短歌研究」五十首応募特選の是非を巡って論議が沸騰していた。そこに文壇で名を成していた川端康成の推薦文付きで「短歌研究」のライバル誌、「短歌」にも作品集が掲載されたのである。しかもふみ子の歌の主要テーマは愛と死といういわば文学の永遠のテーマそのものである。更に騒ぎを増幅したのは五十首応募次席の石川不二子の作品は、清純でぶっきらぼうな中に女性の優しさが光るというふみ子と対照的な作風であり、おかげで歌壇は大いに盛り上がることになり、結果として全国各地の短歌結社はほとんど全てがふみ子について取り上げるといった事態となった。
一方、「短歌研究」6月号に発表された「優しき遺書」は、乳房を失いながらも無傷の背中で美しさを主張する女の情念を詠んだ
など、五十首応募特選に恥じぬ、高い実力が遺憾なく発揮されたものであった。
「短歌」6月号での「花の原型」と「短歌研究」6月号の「優しき遺書」の発表以降、歌壇の風向きが変わってきた。ふみ子の実力が確かなものであるとの認識が次第に浸透し始めてきたのである。この頃になると短歌愛好家である大衆の支持が歌壇の批判を圧倒するようになっていた。短歌結社の中には、若手のほとんどがふみ子の短歌を支持する姿を見て、主催者が激怒するという事態も起きていた。

#### 歌集出版に向けての葛藤
これまで無名の一地方歌人に過ぎなかったふみ子であったが、「短歌研究」特選、続いて川端康成の推薦を受けて角川書店の「短歌」にも作品の発表がなされ、一躍歌壇の寵児となった。これまでは地元の歌友や親族のみが出入りしていた病室はにわかに人の出入りが激しくなり、全国各地の短歌愛好者からの手紙が殺到した。ふみ子宛の手紙の中には葛原妙子、五島美代子といった当時の著名な女流歌人の名前もあった。
しかし病状は確実に悪化の一途を辿っていた。死後に行われた解剖によれば左右両肺全体にわたって粟粒状に癌は転移していた。その他胸骨への骨転移、皮膚、卵巣へも転移していた。前述のように4月末以降ふみ子は常に微熱に悩まされ、不眠症にも罹っていた。苦痛のあまりに自死を考えたこともあったが、ふみ子は自殺を思いとどまり、最後まで自らの生、そして死と向き合い続けた。
夜、死がすぐ隣までやって来ていることを感じながらも、その死ですら快楽のように自らに狎らしつけているという、まさに死神とも同衾したかのごとくに詠み切った。
ふみ子と中井英夫との間の文通は続いていた。編集者として中井はふみ子に容赦ない一面を見せながらも、きわめて細やかな心遣いも見せた。ふみ子は編集者としての厳しい姿と細やかな心遣いに次第に心を開き、中井のことを「あしながおじさん」と呼ぶようになり、中井もまたふみ子のことを妹のような感情を抱くようになっていた。
中井が編集者としてふみ子に対して厳しい判断を示したのは、文通開始当初に短歌誌への二重投稿を戒めたこと、そして「短歌研究」6月号に掲載するために求めた30首詠に対して、出来の不備を指摘して書き直しを要求したこと、そして最大の懸案はふみ子在世中の刊行を目指した歌集の題名についてであった。二重投稿についてはふみ子は中井の指摘に納得し、30首詠は前述のように推敲を重ねた上で中井のもとに再送付され、「短歌研究」6月号に「優しき遺書」として発表され、高い評価を得た。しかし歌集の題名問題については簡単に解決がつかなかった。ふみ子が中井が提案した「乳房喪失」に強く反対したのである。
ふみ子が「乳房喪失」という題名に強く反対した理由は、まず自分の裸身を曝け出すようなものだと感じたためと言われている。もう一つ、ふみ子は歌集を子どもたちに残してあげられる唯一の遺産であると考えていたことが挙げられる。子どもたちが読むであろう母の遺作集の題名が「乳房喪失」なのは、やりきれないということである。
ふみ子最晩年に詠まれた歌のひとつで、「死」は「詩」を掛けた表現とも言われている。
またふみ子は7月に刊行された歌集「乳房喪失」のあとがきには、「遺産もたぬ母が子どもたちに残す歌」と記し、「将来、母を批判せずには置かぬであろう子どもたちの目に偽りのない母の像を結ばせたい希い」が、歌集を作る動機になったとしている。
ふみ子は中井主導で刊行されることになった歌集の題名について、中井が五十首応募の題名と同じ「乳房喪失」にしたいと考えていることを知り、嫌であるとはっきりと拒絶した。それに対して中井はふみ子が題名に拒絶感を持つこと自体は理解できるとしつつも、どうしても「乳房喪失」でなければ駄目だとの判断を示し、あと書きに「題名は気が進まないものの、出版社の勧めに従った」と追記するのはどうかと提案した。
ふみ子の題名に対する強い拒絶感を見た歌友たちは中井に対して直接交渉を試みた。歌友の一人は中井に電話を掛けて翻意を促し、また別の歌友は北海道からわざわざ上京するに至った。しかし中井は判断を曲げることは無く、5月末にはふみ子はやむなく受け入れることにした。なお実際に出版された歌集「乳房喪失」の初版あと書きの付記に、作者の意に反し、出版社の意向で題名が付けられたことが明記されていたが、ふみ子の中井宛の最後の手紙の中で、推敲の依頼とともに「乳房喪失」の題の良さがようやく理解できたことと、あと書きの付記は必要ないとの意向が示されたため、再版以降は外されている。
歌集の題名の件が一段落した後、歌集出版に向けて最後のハードルとなったのは川端康成に改めて依頼しようと考えていた序文のことであった。中井は鎌倉の川端宅をしばしば訪問して交渉を続けていた。川端はふみ子の処女歌集のために「短歌」6月号に掲載した推薦文の手直しを行うこと自体は了解したものの、連載を複数抱え多忙を極めており、時間がなかなか取れなかった。結局中井は川端の手直しを待つか、それとも推薦文をそのまま載せることにするのか、手直しを待てば7月10日、そのままで良いのならば6月20日には本が出るとの情報とともにふみ子に説明し、どちらが良いのか決断を求めた。
6月14日の病状記録には放射線治療を実施してきた左側鎖骨上窩部、そして付近のリンパ節に腫大が認められるようになったとの記述がある。癌の病状が確実に進行していたふみ子にはもう、残された時間はわずかであった。ふみ子は来月まではとても待てないので、早急に出版して欲しいと願った。

### 歌集「乳房喪失」の出版と死

#### 歌集「乳房喪失」の出版

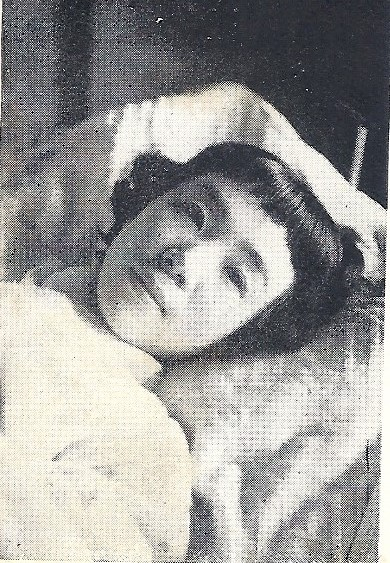
札幌医科大学附属病院のベッド上でのふみ子。

6月22日、合計58回行われた肺への放射線治療が終了した。この日、ふみ子は木野村英之介に別れの手紙を書いている。木野村は札幌医科大学附属病院に入院中のふみ子をしばしば見舞っていた。手紙の中でふみ子はこれまでの感謝を伝えるとともに、木野村にいい結婚をして幸せになってと告げた。
6月20日には出る予定であった歌集の刊行は遅れていた。6月下旬、ふみ子の病状は急変し、高熱を発し容体が悪化していた。容体が悪化したふみ子のもとには子どもたちが駆け付けた。別夫、中城博の家で育てられていた末っ子の潔もやって来た。ふみ子の歌友たちは何とかして生きているうちに歌集を手に出来るよう、東京に電話を掛けて催促した。6月27日、ようやく印刷が終わったばかりの歌集がふみ子の手もとに届いた。ふみ子は早速中井宛に感謝の電報を送っている。
翌28日、中井はふみ子宛に手紙を書いた。歌集出版が遅れてしまったことの謝罪から始まる手紙は、関係者各位には本を送ること、そして改めてふみ子の歌を信じることを表明し、間違っているのは歌壇の風潮の方であると断じ、更にふみ子に生きていなくちゃいけないと呼びかけていた。
病状に差し障ることを恐れた中井は返事は無用であると書いていた。ふみ子は中井の言葉に従わなかった。早速、少しでも長く生きてわたくしの大切な「あしながおぢさん」のためにいい歌をつくらなくっちゃと返信を送った。険悪だった病状はこのときはある程度持ち直し、とりあえず生命の危機を脱した。
「乳房喪失」の発売は7月1日に開始された。初版は800部であったと伝えられている。話題の女流歌人、中城ふみ子の歌集ということもあって売れ行きは好評で、最終的には8版を重ね総計1万部を増刷した。

#### 若月彰との出会い
時事新報の学芸担当の記者、若月彰は発売直後、「乳房喪失」を購入した。退勤後、自宅で乳房喪失を読み始めた若月は夢中になってしまい、結局徹夜をする。若月は当時23歳の若さであったが文学に対する造詣が深く、若いながらも上手い文章を書く記者であった。そして短歌研究編集長の中井英夫とも親しく、しばしば「短歌研究」に寄稿していた。また周囲の証言によれば若月は背が高く、美男子であった。
「乳房喪失」に感動した若月は翌朝、さっそく「短歌研究」編集部に中井を尋ねた。若月は学芸担当の記者として中井からふみ子に関する様々な情報を入手し、記事にしようと考えたのである。若月と親しかった中井は若月にふみ子からの手紙などを見せ、更にこれまでの経緯を説明した。若月は歌集が出版されるまでの経緯を把握するとともに、作者のふみ子が重い癌で入院していることを知った。
記事のソースを集めた若月は出社後、さっそく上司の酒井寅吉部長に経過を報告しふみ子の記事を書き始めた。しかし記事を書きながら「そもそも中城ふみ子その人に会わずして記事を書いてしまってよいのだろうか？」という疑問が頭をもたげてきた。若月は酒井部長に対し、ふみ子に会って記事を書きたいと直訴した。酒井は逡巡したものの若月の熱意を認め、休暇を取得して札幌へ取材に行くようアドバイスした。休暇を取っての取材となるため経費は全て自腹になる、若月のことを買っていた丹羽文雄からお金を借りて、札幌へ向けて出発した。
札幌に到着した若月はまず北海道新聞社に山名康郎を尋ねた。若月が訪ねた際、山名はちょうど中城ふみ子の記事執筆に没頭していた。前述のように山名はふみ子の歌友であったが、これまで本職の新聞記者として記事にしたことはなかった。しかし7月1日に「乳房喪失」が出版され、職場での雑談のネタにしていたのを上司が聞きつけた。山名は上司からこれほどのネタは記事にすべきであると指摘され、あわててカメラマンとともにふみ子のもとに取材目的で訪れ、記事にまとめる作業の最終段階にちょうど、若月が現れたのである。
記事執筆を終え、山名は若月とともにふみ子の病室に向かった。ふみ子は中井英夫からの速達で若月の訪問を事前に知っていた。若月の来訪を知ったふみ子は口紅を塗り、軽くお化粧をして病室に二人を迎え入れた。初対面時、ふみ子と若月は軽い挨拶を交わした程度であったという。翌日の朝刊、北海道新聞の社会面に山名が書いたふみ子の記事が掲載された。記事は大きな反響を呼び、今度は歌壇を超えて一般の人たちからもふみ子の病室宛に続々とお見舞いの手紙が届くようになった。若月もまた、東京で執筆していた記事にふみ子のインタビューを加筆する形で記事を完成させた。若月の記事も時事新報に掲載され、やはり大きな反響を呼んだ。
北海道新聞の社会面にふみ子の記事が掲載された朝、山名はふみ子の病室を若月と共に訪れた。新聞社での仕事がある山名は若月と一緒に病室を辞去しようとしたが、若月はそのまま居残るという。これが意外な方向に事態が進むきっかけとなった。
ふみ子は当初、若月に対してそっけない態度をとっていたが、次第に心を開くようになっていった。ふみ子と若月が出会った7月初め時点で、若月に対してもう歌は作っていないと語っていた。若月はふみ子に歌を詠み続けるよう働きかけを行っていた。少しづつお互いの距離が縮まってきた頃、仕事がある若月は明日帰京するとふみ子に挨拶に行った。ふみ子は泣きながら自分にはもう帰るところはなく、ここで終わってしまうのだと言い、もう少しいて欲しいと懇願した。若月は上司の酒井部長に事情を説明した長い手紙を書き、札幌に留まった。手紙を受け取った酒井は、若月に対して急ぎ帰って来るには及ばない旨の電報を送った。
若月はふみ子に酒井部長からの電報を見せた。ふみ子は喜び、歌を作っていかねばならないわねと答えた。その後まもなく、ふみ子は看病のために付き添っていた母親と喧嘩となり、付き添いを断り家に帰るよう訴えた。母は娘が若月に心惹かれていることを見ていた。若月にふみ子のことをお願いすると、いったん帯広に帰っていった。この頃には若月の旅費も底を尽きつつあったため、結局母が帯広に帰った日の夜以降、ふみ子のベットの下にゴザを敷いて寝るようになった。歌友たちもまたふみ子の若月に対する思いを察し、極力見舞いを控えるようになっていった。
若月は母の代わりにふみ子の看護を行った。ふみ子は作歌を再開していたが、若月にも詠んだ歌をなかなか見せようとはしなかった。7月20日、ふみ子は結果として最後となる手紙を中井英夫に送っている。最後の手紙の中でふみ子は、歌のことを含め、他の事はもう自分にとって必要ないが、とにかく中井に会いたいと記している。その晩、若月はふみ子の額にキスをする。その情景を詠んだ歌が、
である。
若月はふみ子が自分に性的な関心を持ち始めていることを感じ出していた。それでもなかなか詠んでいる歌を見せようとはしない。7月22日夜、ふみ子はベット下の若月の眠るゴザに潜り込み、抱くように懇願した。重病人のふみ子を抱けばそのまま死んでしまいかねない。躊躇する若月にもう死んでも良いとふみ子は答えた。隣のベットで眠る老婆を気にかけながら、若月はふみ子のことを抱いた。結局、ふみ子の詠んでいた歌は翌23日の深夜、ふみ子が寝ている隙に若月が自らのノートに書き写した。
7月25日、さすがの酒井部長も帰郷命令の電報を若月に送った。同日夕方、若月は帰京の途につき、翌26日には再び母が帯広からやって来てふみ子の看病に当たるようになった。26日の晩、ふみ子は歌友に10首の新作を渡した。またふみ子は母に対して、若月がふみ子に黙って書き写した歌が書かれた手帳の焼却を依頼した。母はふみ子の依頼に従って手帳を焼却した。そのため最後の頃に詠んだ歌の多くが原資料が無い状態となっている。
などに代表される、ふみ子の遺詠ともいうべき歌の多くは、若月が記述したことによって残ることになった。

#### 中井英夫との出会いと死

##### 中井英夫との出会い
7月27日以降、ふみ子は呼吸困難が顕著になったために酸素吸入が開始された。また咳の発作を抑えることを目的として麻薬の使用も開始された。翌日には医師は危篤状態にあると宣告した。死を前にしたふみ子が強く願ったことは、短歌の世界で名を成すきっかけを作ってくれた中井英夫に会ってから死にたいということであった。札幌から帰京した若月彰は、中井に対して早くふみ子のもとへ行ってやれと急かした。ふみ子の歌友もまた中井に電話を掛けて、中井に会いたいとのふみ子の最後の願いを伝えた。
中井は7月29日の午後、生まれて初めて乗る飛行機で札幌へ向かった。中井は資生堂でヴィーヴルという名の香水の日本語名が「生きる歓び」となっていたのに目をつけて購入し、オルゴールと造花とともにふみ子へのお土産として携えていた。危篤状態にあったふみ子のもとには、中井、若月そしてふみ子の歌を高く評価していた歌人の葛原妙子が、「中井が向かう」との激励の電報を打った。中井は夕方、ふみ子が入院している札幌医科大学附属病院の病室前に到着した。待ちに待った中井の来訪を聞いたふみ子は一言「いやっ！」と叫んだ。死の床にありながら、ふみ子は中井を迎えるために母に頼んでお化粧をしたのである。お化粧を済ませた後、ふみ子は中井を病室に招き入れた。
中井は8月1日まで札幌に留まった。中井も若月と同じく、ふみ子のベットの下にゴザを敷いて寝たと伝えられている。中井自身は後にふみ子とは歌の話は一度もしなかったとした上で、「実のところ他に何を話したのかもほとんど記憶にない」と書き記している。歌人の尾崎左永子によれば、夜、ふみ子のベットの下で休んでいると、月明かりの中、ふみ子が隣まで降りてきたと中井が語っていたと伝えている。
中井は7月17日付のふみ子宛の手紙の中で、「僕の大切なふみ子へ」と呼び掛けていた。そして札幌から帰京した8月2日夜に書いたふみ子宛の手紙は、これから毎日手紙を書くと記した後に、「小さな花嫁さんに」と、結ばれていた。8月3日に亡くなったふみ子は、その中井からの手紙を読むことはなかった。

##### 子どもたちとの別れと死
死の直前まで愛に生きたふみ子は、一方では子ども思いの母親でもあった。長女、雪子の回想によれば、帯広時代は料理、裁縫などといった家事や育児に手を抜かない、家庭的でやさしい母親であった。入院中もこまめに子どもたちに手紙を書き続け、ふみ子のもとで成長していた長男の孝、長女の雪子ばかりでなく、札幌の中城家に引き取られていた三男の潔も、別夫中城博の再婚相手の女性や、博の継母に連れられてしばしば病室にふみ子を見舞った。なお歌友の大塚陽子の回想によれば、病室での子どもとのやり取りは世間一般の母親のそれであったというが、ふみ子が関心を抱く男性がやって来ると、いきなり子どもを邪険に扱っていたという。
中井がふみ子の病室に留まっていた7月31日、ふみ子と子どもたちの事実上のお別れがあった。子どもたちはめいめいふみ子の手を取って頬ずりをした。ふみ子は子どもたちに対して「もう、お別れね」と伝えた。母の言葉を聞いた長男の孝は病室のドアにしがみつき、帰りたくないと泣きじゃくりだした。ふみ子もまた涙ぐみながら孝のことを慰めた。
ふみ子が食べものを受け付けたのは8月2日までであった。翌3日の朝、ふみ子の意識は清明であり、胸部の苦しみを訴え続けた。午前10時40分過ぎくらいから脈拍が弱くなっていき、午前10時50分、中城ふみ子は亡くなった。31歳であった。ふみ子の最期の言葉は「死にたくない」であったとの説と、容体の急変にうろたえる母を制する「お母さん、騒がないで」であったとの説がある。遺族の意向により、墓碑の所在は公開されていない。

## ふみ子の死後
ふみ子の訃報は翌朝の北海道新聞、北海タイムス、時事新報などに掲載された。家族や歌友らによる通夜の後、死の翌日の4日、札幌で火葬が行われた。5日には長男の孝が母、ふみ子の遺骨を持ち、家族とともに故郷の帯広に帰った。6日、野江家主催で帯広の西本願寺別院で葬儀が、約350名の参列者を集めて行われた。
ふみ子が所属していた短歌結社、「新墾」、「凍土」とも、追悼特集を組んだ。「短歌研究」は9月号にふみ子の遺詠33首と歌友らの追悼文を載せ、「短歌」もふみ子の死に関する記事を掲載した。中井英夫はふみ子のために第2歌集の編集を始めていた。当初、第2歌集はふみ子の師に当たる小田観螢らにお願いする予定であったが、ふみ子が遺した短歌関連の資料一切が遺族の意向で中井に託され、結局、整理から撰歌、配列、そして表題までの編集全てを中井が行うこととなった。中井は1948年の婚姻時の頃から死の直前に詠んだ遺詠までの中から撰歌し、「花の原型」と題された第2歌集は1955年（昭和30年）4月に刊行された。
第2歌集「花の原型」出版直後、今度は若月彰による、ふみ子とのいきさつをまとめたルポルタージュと若月自身のふみ子論から構成された「乳房よ永遠なれ」が出版された。この「乳房よ永遠なれ」の出版は、大きな波紋を招くことになった。

### 「乳房よ永遠なれ」の出版と波紋
1954年7月末、約20日間ふみ子のもとに滞在後、東京に戻った若月彰から酒井部長は報告を受けた。酒井は若月の不在を欠勤扱いで処理していた。当初酒井は若月からの報告を頼もしく聞いていた。しかし若月がふみ子と肉体関係を持ち、しかもそれを公表したいと考えていることを知り、絶句した。酒井は肉体関係を持ったこと自体を問題視したわけではない。そのことを若月が公表しようとしていることに、それはあまりに冷酷なのではないかと感じたのである。酒井は最後まで秘密にしておくべきであると思った。二人の間にしばらく沈黙の時が流れた後、結局酒井は若月の意向を受け入れる旨を伝えた。
若月は親しかった医者に偽の診断書を書いてもらい、会社をしばらく休んだ上で「乳房よ永遠なれ」を書きあげた。前述のように若月は当時、年少気鋭の文芸担当記者であり、「乳房よ永遠なれ」もその半分近くが中城ふみ子の作家、作品論となっていて、若月がふみ子のもとで過ごしたルポは残りの部分である。しかし作品全体のクライマックスはやはり若月とふみ子が愛を交わした場面であり、実際問題、読者の関心もその部分に集中する。
若月は出版に先立ち、帯広を訪れてふみ子の両親に原稿を見せている。ふみ子の両親はその内容に青ざめたと伝えられている。ふみ子の父、豊作は「乳房よ永遠なれ」の発売直前に急死する。この件の心労も原因したのではないかと言われている。「乳房よ永遠なれ」は約10万部が売れたといい、当時としてはベストセラーになった。後述のようにただでさえふみ子の短歌についての賛否は、離婚した死を待つ奔放な女性の作品という、作品そのものではなくふみ子の生きざまの是非の論議となりがちであった。そのような中で「乳房よ永遠なれ」が刊行され、しかもベストセラーとなった。もはや冷静な作品評価は困難となっていった。その上、更にそのような傾向を煽り立てるような事態が起こった。「乳房よ永遠なれ」の映画化であった。

### 「乳房よ永遠なれ」の映画化とその影響
女優であり、当時、映画監督にもその活躍の場を広げていた田中絹代は、「乳房よ永遠なれ」を読んで感動し、映画化を進める決心をした。田中絹代はこれまで監督として2本の映画『恋文』『月は上りぬ』を撮っていたが、田中絹代本人が映画化を決めたわけではなく、完成した映画も脚本を手掛けた成瀬巳喜男、小津安二郎の影響が強いものであった。しかし3本目の作品として選んだ「乳房よ永遠なれ」は、監督は田中絹代、脚本も田中澄江、そして主人公は当然、中城ふみ子（映画では下城ふみ子）と、女性が女性を撮るという当時としては画期的な映画として制作が始まった。
脚本の執筆を担当した田中澄江は、執筆にあたり「乳房よ永遠なれ」とともにふみ子の歌集「乳房喪失」、「花の原型」を読んだ。各作品のふみ子の姿から田中澄江はまず、常に彼女が問題としてきた日本的な結婚のあり方の問題がテーマのひとつとなっていたことを見た。そしてふみ子の作品とは、普遍的な女性の生活を基盤にしたものであると判断した。そして「乳房よ永遠なれ」の映画化について、田中絹代監督としては当時の日本映画では他にほとんど居なかった女性監督として自立を目指す意気込みとともに、「女の立場から女を描いてみたい」との思いがあった。
映画の中では、当時妻もの、母ものと言われた映画のように、自らを犠牲にして子どものために尽くし、夫からの冷たい扱いに耐え続ける女性像、いわば受動的な女性像も描かれてはいる。しかし映画の主題は積極的に男を求める、誰かのためにではなく自分のために生きようとするふみ子の姿であった。しかも映画におけるふみ子の性愛はロマンチックな姿ではなく肉感的に描かれ、積極的に男を求める姿勢にふさわしくあくまでふみ子主体のものであった。監督の田中絹代は、これまで俳優として男性社会の中で生き、死んでいく役を演じ続け、そのような中で一種の男性不信を抱くようになっていた。「女の立場から女を描いてみたい」との田中絹代の願いは、映画「乳房よ永遠なれ」において、主体的に性を楽しむ、自分のために生きる女性像として結実した。日本映画におけるこのような女性像は、「乳房よ永遠なれ」のふみ子が初めての例であった。
映画の主役であるふみ子は月丘夢路が演じた。これまで誰も演じたことが無いタイプの主役を演じることに月丘は強い意欲を見せ、札幌医科大学附属病院の病室を訪れ、ふみ子が亡くなったベッドに触れてみたりもした。封切された週は東京都内でトップの観客動員となり、地元にあたる札幌では通常1万5千人程度である観客動員数が6万を記録するなど、映画は興行的に成功を収めた。当時の映画の専門誌評にも、「ここに、はじめて日本にも女流監督の作った作品が現れたといって良い」との評がなされ、キネマ旬報の1955年ベストテン投票では16位となった。
一方、ふみ子の師の一人である野原水嶺は、映画で描かれたふみ子は現実よりも自由奔放かつエロチックであり、イメージに誤解が生まれる原因となったと語った。実際、映画上のふみ子像は現実のものとはかけ離れた面があった。また映画公開に絡んでふみ子の前夫・中城博が映画会社相手に詐欺事件を起こし、その上、北海道新聞にふみ子のことを批判する手記を載せた。更には全国的にふみ子に関する真偽不明の記事が報道されもして、家族や関係者はそれらに悩まされることになった。このような状況ではふみ子の短歌について、冷静な分析や鑑賞、評価を行うことは無理であり、情に絡んだ賞賛や批判が続くことになった。

## 作品の特徴

### 影響を受けた先輩歌人
中城ふみ子の短歌に影響を与えた先輩歌人としては、まず少女時代からファンであった岡本かの子が挙げられる。岡本かの子の短歌とふみ子の短歌の大きな共通点として、強い自己肯定感が挙げられる。自己肯定をした上で己の短歌世界を繰り広げていくのが岡本かの子と中城ふみ子の創作スタイルであった。また先輩歌人の中でふみ子の短歌に影響を与えたとされるのが葛原妙子である。ふみ子は葛原の短歌の熱心な読者であった。葛原は歌人としてはふみ子のかなりの先輩格であり、ふみ子と同様の「潮音」系の短歌結社で活躍していた歌人でもあった。葛原以外では森岡貞香ら同時代に活躍した女流歌人、そして近藤芳美らの戦後派と呼ばれた歌人からの影響も指摘されている。そして所属していた短歌結社内で師匠格であった野原水嶺からの影響を指摘する意見もある。
また与謝野晶子は、短歌の勉強を始めた東京家政学院時代に最も影響を受けた歌人とされており、与謝野晶子と中城ふみ子の短歌作品の類似性を指摘する意見があり、中城ふみ子を発掘した中井英夫も、ふみ子を与謝野晶子の後継者として位置づけている。更に中城ふみ子の短歌世界が、平安時代の女流歌人、和泉式部、小野小町と通底する、伝統的なものを踏まえていることを指摘する意見もある、またふみ子の短歌は、万葉集以降、王朝和歌時代からの伝統があり、明治時代にも与謝野晶子らの活躍がありながら、アララギ流の写実詠が歌壇本流となるにつれて勢いを失くした、短歌研究1951年1月号に発表された論文「女流の歌を閉塞したもの」で釈迢空が待望したポーズのある女流歌人の短歌、「女歌」の典型、先駆けでもあった。

### 映画などからの影響
映画は中城ふみ子の短歌作品に大きな影響を与えたとされている。ふみ子が盛んに短歌を詠んでいた時期は映画の全盛期と重なっており、前述のようにふみ子は熱心な映画ファンで、1951年に発足した帯広映画研究会の会員となって研究会の会報に映画俳優についての評論を執筆している。
映画ファンのふみ子は、映画の名場面を視覚的に記憶し、それを短歌作品に素材として生かしていったと考えられている。その際、後述するふみ子に備わっていた冷静な視点が視覚的な記憶と自らの体験とを結びつけ、映像性のある短歌作品として完成させた。また映画からの情報を中心として、ふみ子は戦後の風俗を作品に取り込んでいった。例えば短歌の中で用いられているカタカナ語は戦後風俗を象徴するような事物である。多くの女流歌人は同時代の風俗を詠み込むことに消極的な傾向が見られるが、ふみ子はためらわずに積極的に短歌作品に用いていった。

### 表現上の特徴
わかりやすさ、一種の通俗性は中城ふみ子の短歌作品のひとつの特徴として挙げられる。しかしその通俗性は必ずしもふみ子の短歌の欠点とはならず、むしろ同時代、そして後進の歌人たちがふみ子の短歌を模倣、摂取し、やがて現代短歌の基礎の一部として定着していく要因となった。
またふみ子の短歌の表現上の特徴として、自然の美しさを捉え、作品に生かす巧みさを挙げる意見がある。そして断定的な言葉使いと否定的な表現の多用という特徴があり、断定的な言葉使いはふみ子の短歌作品の特徴のひとつでもある、自己肯定感の高さに通じているとの指摘もある。

### 優れた情景詠
中城ふみ子の短歌は、どうしても後述の性や死を中心として語られがちであるが、優れた情景詠、日常詠も数多い。情景、日常生活をしっかりと詠む実力があるからこそ、波乱万丈な人生経験を踏まえた、性や死などといったテーマも詠みこなすことが出来た。例えば
のような、平凡な日常の光景をそのまま切り取った佳詠である。
優れた情景歌、日常詠、そして性や死といったテーマの作品を支えたのが、特徴のひとつとされている冷静な観察眼である。これは後述するしばしば演技性の高さが指摘されるふみ子の短歌作品においても、決して自己陶酔の世界に溺れ込むことなく、一面では冷静に自らや状況を客観視した作品として完成させることに成功した。

### 社会詠について
社会詠については、そもそもふみ子の短歌は社会性に欠けるとの批判があった。また社会詠に分類される短歌はふみ子を代表する作品群とされる、性や死を詠んだ歌よりも完成度が低いとの評価がある。
一方でふみ子の社会詠を注目する意見もある。ふみ子の短歌には進駐軍と日本人女性との間に生まれた混血児、在日韓国朝鮮人、そしてアイヌに関心を寄せ、詠んだ歌がある。また放射能をいち早く短歌に詠み込んでおり、それもふみ子の社会意識の表れと評価する声もある。
そしてふみ子は社会的なテーマを直接的に詠むことはなく、それゆえに社会性に欠けると評されもしたが、社会に繋がっているのは紛れもない自分自身であるという信念を持っており、社会の在り方に影響を受けていく自らの姿を詠むことこそが社会詠であるという歌作スタイルを取っていたとして、そのような作品を評価する意見もある。

### 演技性
全国歌壇デビュー当初、ふみ子の短歌は歌壇からの激しい反感を受けた。反感を持たれた要因のひとつは作品の大きな特徴のひとつとされる演技性の高さであった。そもそも全国歌壇デビューのきっかけとなった「短歌研究」五十首応募の特選決定時点で、中井英夫ら「短歌研究」編集部は「ポーズの過剰」が反発を呼ぶことを予想していた。中井は歌壇からの反発を予想しつつも、演技性の高いふみ子の短歌を平明な生活詠を良しとしている歌壇本流のあり方へのアンチテーゼとして掲げ、歌壇の革新を求めたのである。つまり中城ふみ子の歌壇デビューは、始めからその演技性を武器として保守化、伝統重視の世界に沈滞していた歌壇と対決することが定められていたと言える。
演技性の高さで少なからぬ歌人を困惑させ、受け入れられるようになるまでに時を要した作品のひとつが、
である。
中城ふみ子の作品の演技性に関する賛否が激しく戦わされている中で、ふみ子に続いて第2回「短歌研究」五十首応募で特選を獲得した寺山修司は、ふみ子の短歌の演技性について次のように語っている。

### 性愛の歌
中城ふみ子と言えば「性と愛の歌人」であるというイメージがある。ふみ子を発掘した中井英夫も、「中城といえばすぐ愛と死のドラマとなる」と書いている。渡辺淳一は「彼女は天性の男を惹きつける魅力をもち、そしてそれを武器に、多くの男性からさまざまなエキスを吸いとり、歌に昇華させていったのかもしれない」と評している。また菱川善夫は「本質において、中城ふみ子は母であるよりも女であった」と見なしている。
事実、ふみ子の短歌には
のような、愛と官能を大胆に詠み込んだ作があり、このような作品は過剰とも見える演技性とともに、当初、歌壇からの非難や困惑を招いた。
また別夫、中城博に対する愛憎を詠んだ歌もまた評価が高い。
ふみ子は衿のサイズ15インチという別れた夫が着ていたワイシャツの衿のサイズで、肉体への記憶を呼び覚まし、別夫への思いを肉体的な記憶から詠んでいる。渡辺淳一はこの表現のリアリティーの高さ、巧みさを絶賛しており、歌人の今野寿美は、「先妻に「衿のサイズ十五インチの咽喉仏」なんて言われたら、私が後妻であったら退散しちゃう」ほどの迫力ある表現と評価している。
その一方で、
大森卓との関係が切れた後に一時期交際していた、帯広畜産大学の学生、高橋豊との交際を詠んだこの歌のように、ふみ子の短歌の中には青春小説の一こまを思わせるような純粋な若さ、美しさを湛えた愛の歌も見られる。

### 母からの視点
札幌医科大学附属病院に入院中に詠まれた、最晩年の作品のひとつである。死を前にして、母として子どもたちを生んだことのみが誇りであると、ふみ子の思いをストレートに詠んだ歌である。その演技性が問題とされるふみ子の短歌であるが、子どもを詠んだ歌に関しては素直な作風であることを指摘する意見もある。
しかしふみ子はただ単に、子を思う母の視点から歌を詠んでいたわけではない。
この歌もやはりふみ子最晩年に詠まれている。当時、長男の孝は小学校高学年であり、思春期を迎えつつあった。長男の孝はふみ子に母親以外の女の一面を見てしまい、そのことが孝の心を荒れさせていたのであった。いくら母であるとはいっても、現実の生活の中ではただ単に子どもを愛しむばかりではなく、愛憎を含め様々な感情が交錯していくが、ふみ子の子を詠む短歌は、そのような母としての心の様々な揺れを詠んでいる。
ふみ子は一人の女性として母の立場と女の立場の対立ではなく、母性と女の混沌、共存した姿、つまり母と女とが絡み合っている真の意味での女性の素顔を詠んでいるとの意見がある。馬場あき子は、ふみ子は母と女の問題という「女歌」の課題をほとんど全て提示した歌人であると評価している。

### 死と恐怖を詠む

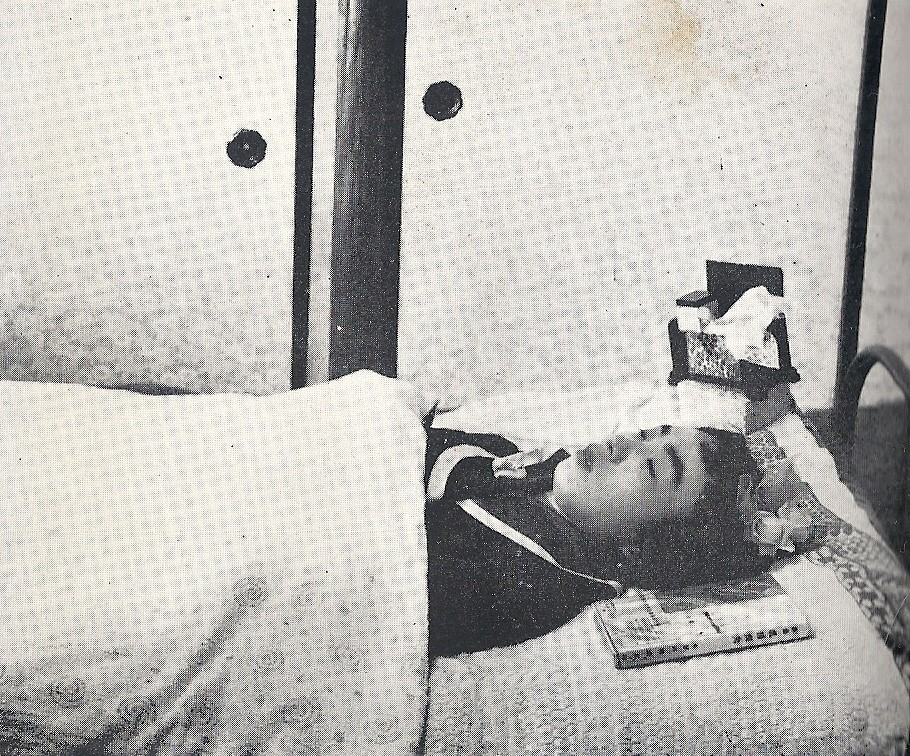
1954年（昭和29年）8月3日、死去直後のふみ子。枕元には歌集「乳房喪失」が置かれている。

中城ふみ子の短歌について、その発掘者である中井英夫は「愛と死の歌人」とか、後述のような「前衛短歌」の先駆けであるとは見なしていない。中井はふみ子のことを「恐怖にみちて開かれた眼」を持つ歌人であるとしている。
つまりふみ子は眼前に広がる恐怖に満ちた世界を見据え、詠んだ歌人であるとしている。
そしてもうひとり、中城ふみ子を角川書店に推薦した川端康成は、後に小説「眠れる美女」にふみ子の短歌を引用している。
これを読んだ中井英夫は、川端は「本当は誰よりも深く中城を知り、その死と生を他人事ではなく見守っていた」として、川端がふみ子の短歌にみたものは死そのもの、そして死への共感であるとした。そしてすでにのっぴきらぬもの（死）の手のひらにつかまえられてしまった自覚なしに、川端やふみ子の美を真に理解するのは困難なのではないかとしている。

## 評価と受容、影響

### 既存歌壇からの激しい反発
「短歌研究」五十首応募の一位入選によって全国歌壇にデビューした中城ふみ子は、当初、歌壇から激しい反発と困惑に見舞われた。前述のように批判としてはまず、「ポーズの過剰」が問題視された。ポーズの過剰と並んで既存歌壇の受け入れが難しかったのは、愛や性を大胆に詠み込んだ作風であった。それは死の直前まで愛に生きようとしたふみ子の生きざまともリンクして、当時の多くの歌人たちが振り回されることになった。
既存歌壇の論調の中には、ふみ子の短歌が広く歌壇で話題になっている現象を一過性のものであると見なし、棚上げしようとしたり、「短歌研究」が中城ふみ子を話題にしていること自体を問題視する意見も出された。そして中城ふみ子の個人的資質をやり玉に挙げる論調も現れる。尾山篤二郎は、「たとへば貴方の息子さんの配偶に「乳房喪失」の著者の中城ふみ子のやうな人を選べ得ますか……私にはとても出来ない」、「斯ういふ野卑な人間が作った歌を、あからさまに天日に晒したヂャナリストの頭脳を私は疑ひたい」、「斯ういふ蛆虫よりも穢らはしい歌集」、「悍怒狼戻な悪女」などと、口を極めてふみ子やその作品のことを罵った。
この尾山による個人攻撃の域に達している中城ふみ子批判は若手歌人からの激しい反発を受ける。若手歌人たちは一斉にふみ子擁護の論陣を張り、尾山の論調、中でもその時代錯誤性を厳しく批判した。結局尾山の中城ふみ子批判は逆に支持の意見を呼び寄せる結果となり、完全な逆効果となった。
その一方でふみ子の登場について、釈迢空が待望し、中井英夫が後押しをした「女歌」勃興の流れの一環として批判する意見も現れた。中井はふみ子が全国歌壇に登場する以前から女流歌人の活躍に期待を寄せていて、1954年2月、3月と「短歌研究」誌上で葛原妙子、森岡貞香ら、中井が期待をかけていた女流歌人の特集を組んでいた。そして4月号で「女歌」の典型ともいうべきふみ子がデビューを飾るのである。ライバル誌「短歌」も争うように女流歌人を積極的に取り上げていた。そのような女流歌人の活躍にスポットライトが当たる現状に近藤芳美、山本友一らが批判した。その批判の中に当然、ふみ子の短歌についてもやり玉に挙げられていたのである。
近藤は未来に広がるものは健康な正常性の上に立つものであるとして、「清潔な知性に満ち」、「女だけが知る悲哀を情感として静かに湛えた」女性の歌が、「奇形児めいた流行的な「女歌」」に代わることを願うとしていた。一方、山本は、「マゾヒズムとも言へる潮流が女流歌人の間には奔放となって流れはじめてゐる」とした上で、「先頃物故した北海道の某女（ふみ子）の作品群などもジャーナリズムにもてはやされた理由が私にはどうしてもわからない」とし、女流歌人に「童女のごとき素朴さに立ち返る」ことを求め、「郷愁の様に素朴な清新さ」を望んだのである。
ふみ子に対しての当初の批判、非難については「戦後の女性歌人で中城ふみ子ほど叩かれた人はいない」との見方がある。その要因として、当時の男性側の価値観、道徳感から見ると認めがたいものを感じていたとしている。そして男性にとって許容できる女性像を見せている限りは認められていても、いったん男性社会に抗するはっきりとした自己主張を見せると、途端にバッシングの標的となるとの指摘がある。

### 現代短歌の起点

#### 批判から受容へ
当初、既存歌壇からは激しい反発を受けたものの、ふみ子の短歌は若手歌人からは強い支持を集めた。そして歌壇内では形式的にふみ子の作品を模倣した短歌が数多く詠まれるようになるという事態が発生した。
「短歌研究」五十首応募の特選後、「短歌研究」1954年6月号に「優しい遺書」が発表され、やはり「短歌」1954年6月号に川端康成の推薦文付きで「花の原型」が発表されると、歌壇の中でもふみ子の実力が確かであることを認める意見が増えてくる。ふみ子の短歌を最初に高く評価した歌人の一人が五島美代子であった。「母の歌人」と呼ばれた五島は、「乳房の喪失とその永生」において、「息を詰めるような絶唱である。ここに来て作者は、その失った乳房を永遠に得たのだと思う」と激賞した。
ふみ子没後の「短歌研究」1954年9月号には、ふみ子の遺詠とともに、森岡貞香の「ふたつの女人像 中城・葛原作品」が掲載される。森岡はふみ子と葛原妙子の作品を、芯の強い個性的なものであるとして高く評価した。
もちろんふみ子を発掘し、全国歌壇デビューに対する既存歌壇の非難に我慢がならなかった中井英夫は、ふみ子の短歌の価値を認めさせるべく様々な手段を取った。中井にとってみれば平明な日常詠に沈滞していた短歌復活の鍵は、中城ふみ子をトップランナーとする女流歌人が握っていた。ふみ子の価値を歌壇に認めさせること、それは歌壇の変革を目指していた中井からすると必要不可欠であった。例えば中井は1954年度の芥川賞作家の吉行淳之介、そしてやはり同年に直木賞を受賞した有馬頼義に依頼して、「短歌研究」誌上でふみ子擁護の論陣を張ってもらった。
そのような中で、「短歌」1955年3月号に葛原妙子は論文「再び女人の歌を閉塞するもの」を発表する。論文内で葛原は戦後短歌史における女流歌人の特性を説きながら、中城ふみ子を中心とした女流歌人の活躍を擁護し、前述の近藤芳美、山本友一らによる女流歌人の活躍を批判する論説に反論をした。「再び女人の歌を閉塞するもの」は、葛原の論文の中でも出色のものであると評価されている。
葛原は同論文の中で、ふみ子の歌集「乳房喪失」について
と、評価した。
そして近藤芳美の女性歌人に対する批判には、近藤の要望通りに女流歌人が短歌を詠むようになれば、「女人の歌は再び閉塞の運命に見舞われはしないか」と、近藤の意見は女流歌人を萎縮させるものであると批判した。そして山本友一の批判に対しては、山本の言うように女流歌人の中にはいわゆる醜い情緒があることは事実であるが、その醜い情緒を歌に詠むことが、どうして歌人本人の良心の欠如や不誠実であると見なされなければならないのか、「私はこうです」と言うことがなぜ批判されなければならないのかと切り返した。
また塚本邦雄は「短歌研究」1954年12月号に「短歌の判らなさについて」を発表した。塚本はまず既存歌人の作品について取り上げ、厳しい批判を行った後、最後に「……自ら別に更に新しいピークと時代を創っていかねばならぬ。そして次のような作品こそいみじくも僕達の今日を暗示しているようだ」と書いた上で、中城ふみ子の短歌作品を取り上げた。塚本はふみ子の短歌作品に現代短歌の原点となるものを見たのである。

#### 現代短歌の起点
「短歌研究」1954年11月号誌上で、第2回短歌研究五十首応募の結果発表が行われた。第2回で特選となったのが寺山修司の「チェホフ祭」であった。寺山は12歳ないし13歳ころから短歌を詠み始めていたというが、情熱を持って短歌を詠むようになったきっかけとなったのが中城ふみ子の短歌作品であった。
寺山は「短歌研究」1954年12月号に、「火の継走」と題した入選者の抱負を述べている。
ふみ子の死を前にした不幸の演技性に富む作品と、青春のドラマに溢れた寺山の作品には大きな隔たりがある。しかし写実的、日常的な情景詠に沈滞していた歌壇の状況から見て、演技性に富むという面において両者の短歌はともに大きな飛躍であった。中井がふみ子、そして寺山に賭けたものはその大きな飛躍であった。後に中井は「中城ふみ子が体当たりで拓いた道」であり、ふみ子と寺山の短歌を「美の飛翔」であったと評価している。
やがて中城ふみ子は前衛短歌の歌人のひとりであるとの評価がなされるようになった。前衛短歌の歌人としては塚本邦雄、岡井隆らの名前が挙げられるが、ふみ子の短歌は前衛短歌の草分けのひとつであると見なされるようになったのである。そしてふみ子は短歌に変革をもたらし、現代短歌の起点となったと評価されるようになる。
中城ふみ子の登場は女流歌人の活躍の起爆剤となり、活性化の原動力となった。これは前述の前衛短歌の草分けの一つであるという点とともに、ふみ子の短歌が歌壇に与えた大きな影響であった。そしてふみ子の作品は同時代、後進の多くの歌人、とりわけ女流歌人たちに多大な影響を与えていく。馬場あき子は、ふみ子の歌をみんなで食いちぎり食いかじり、ついに血肉化してしまったと指摘し、岡井隆は中城ふみ子の短歌を、全国的に広がっている女性の歌の原型であると評価し、三国玲子は中城ふみ子の短歌が歌壇の広範囲に渡って影響を及ぼしていることを指摘し、ふみ子と対極にあると思っていた自らにも影響を与えているとしている。そして安永蕗子は中城ふみ子以降、女歌が大きく変わったことを指摘し、また安永自身、ふみ子の短歌作品に触発されて短歌を詠むようになったとしている。

### その後の評価と顕彰事業
全国歌壇デビュー後、演技性の高さや性愛のテーマとした作品に非難や戸惑いを見せていた歌壇も、やがてふみ子の短歌の価値を認め受容していき、その影響力の大きさから現代短歌の出発点と呼ばれるようになった。しかし歌人として活躍した昭和20年代から時が経つにつれて、古くなった面が指摘されたり、新たな視点からの批判を受けるようになる。
河野裕子は、まずふみ子の短歌の大きな特徴である演技性、ドラマ性の高さが、逆に時が経つにつれて歌が古くなった原因であると指摘している。昭和20年代、ふみ子が歩んだ離婚、様々な男性遍歴という出来事はショッキングなスキャンダルとして受け取られた。しかしやがて離婚などの出来事に対する世間一般のスキャンダル性は徐々に低下してきた。スキャンダル性が低下すれば受け取る側のドラマ性も低下せざるを得ない。そしてもう一つ、一見過激なテーマを詠んでいるようでふみ子の短歌はバランス感覚にも優れていて、常識や良識から大きくは外れていない一面があり、ドラマ性が低下したバランス感覚が優れた短歌は、結果として時代に遅れ、古くなった面があるとしている。
またふみ子の短歌は、女が男に所有される状況を受け入れ、それが幸せであるとする旧来の男女関係の視点から詠まれているとの指摘がある。この視点から昭和60年代に入ると、ふみ子の短歌について、既存の男性優位文化の所産であるとして反フェミニズム的との批判を浴びるようになった。しかしそれらの指摘、批判にも関わらず、ふみ子の短歌は評価され続けている。
1960年（昭和35年）8月3日、帯広神社境内にてふみ子の第1歌碑の除幕式が行われた。なお第1歌碑は1995年（平成7年）8月3日に十勝護国神社境内に改築されている。そして1983年（昭和58年）8月3日には、緑ヶ丘公園内に第2歌碑が建立された。
1965年（昭和40年）、ふみ子が所属していた「辛夷短歌会」は、社内賞として「中城ふみ子賞」を設定した。この「中城ふみ子賞」は、短歌結社「辛夷短歌会」内において新人賞のような位置づけの賞であった。「辛夷短歌会」の「中城ふみ子賞」は第20回まで継続するが、会を主宰していた野原水嶺の死去後、野原の妻であり後継者となった大塚陽子は賞を廃止する。大塚は「ふみ子はもはや「辛夷」だけのふみ子ではなく、歌壇全体において重要な存在であるから」と、廃止理由を説明した。
2004年（平成16年）は、中城ふみ子没後50年であった。没後50年を迎え、帯広市が中心となって「中城ふみ子賞」が制定された。「辛夷短歌会」の「中城ふみ子賞」は短歌結社内の社内賞であったが、2004年に制定された「中城ふみ子賞」は、賞の主催者は中城ふみ子賞実行委員会、短歌研究社、帯広市、帯広市教育委員会の四者であり、中城ふみ子が短歌研究五十首応募一位入選を機に全国歌壇デビューを果たしたことにちなみ、未発表作品50首を一般公募する形で行われ、受賞作は短歌研究誌上で発表されることになった。その後も隔年ごとに「中城ふみ子賞」の一般公募が行われており、2018年（平成30年）には第8回を数えている。また中城ふみ子没後50年に際しては、「中城ふみ子賞」制定と合わせた形で北海道新聞社から、これまで発行された歌集、「乳房喪失」、「花の原型」とともに、両歌集に収録されていない短歌作品を併せ、歌集「美しき独断」が出版された。
そして2006年（平成18年）に現在地に移転、オープンした帯広市図書館では、2階に「中城ふみ子資料室」が設けられた。資料館内にはふみ子の書簡、歌稿、日記といった資料が展示されている。

## 中城ふみ子の歌集、関連文芸作品

### 歌集
- 「乳房喪失」、作品社、1954年[305]
- 「花の原型」、作品社、1955年[305]
- 「乳房喪失」（文庫本）、角川書店、1961年[305]
- 「定本中城ふみ子歌集 乳房喪失附花の原型」、角川書店、1976年[306]
- 「現代歌人文庫4 中城ふみ子歌集」、国文社、1981年[306]
- 「歌集乳房喪失」（文庫本）、短歌新聞社、1992年[307]
- 「Breasts of Snow」The Japan Times、2004年[308]
- 「美しき独断 中城ふみ子全歌集」、北海道新聞社、2004年[309]
- 「新編中城ふみ子歌集」、平凡社、2004年[309]

### 小説、ルポルタージュ
- 「乳房よ永遠なれ」、若月彰、第二書房、1955年刊行[310]。
- 「冬の花火」渡辺淳一、発表は角川書店「短歌」誌上にて1972年4月号から1973年12月号に連載。1975年角川書店より単行本化、1979年に角川文庫、1983年に集英社文庫、1997年に文春文庫から刊行[311]。
- 「眠れる美女」、川端康成、発表は「新潮」誌上にて1960年1月号から1961年11月号に連載[312]。

### 映画
- 「乳房よ永遠なれ」、制作：日活、原作：若月彰、中城ふみ子、監督：田中絹代、脚本：田中澄江、主演：月丘夢路[313]